# Liste der Mitglieder des Hosenbandordens

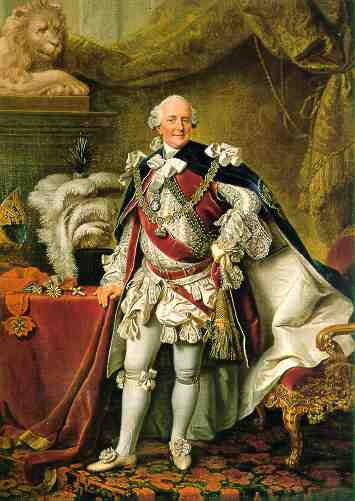
Herzog Ferdinand von Braunschweig-Lüneburg im Ornat eines Ritters des Hosenbandordens

Diese Seite enthält eine Liste der Mitglieder des Hosenbandordens (engl. Knights and Ladies of the Garter).
Soweit nicht anders angegeben handelt es sich um Knights Companion of the Garter.

## Gründungsmitglieder
| Aufnahme | Name                                           | Geboren  | Gestorben | Bemerkungen                         |
| -------- | ---------------------------------------------- | -------- | --------- | ----------------------------------- |
| 1348     | Edward, Prince of Wales                        | 1330     | 1376      | [ 1 ]                               |
| 1348     | Henry of Grosmont, 1. Earl of Derby            | 1306     | 1361      | später Duke of Lancaster            |
| 1348     | Thomas de Beauchamp, 11. Earl of Warwick       | 1313/14  | 1369      | [ 1 ]                               |
| 1348     | Jean III. de Grailly, Captal de Buch           |          | 1376      | [ 1 ]                               |
| 1348     | Ralph de Stafford, 2. Baron Stafford           | 1301     | 1372      | später Earl of Stafford             |
| 1348     | William Montagu, 2. Earl of Salisbury          | 1329     | 1397      | [ 1 ]                               |
| 1348     | Roger Mortimer, 4. Baron Mortimer (of Wigmore) | 1328     | 1360      | später 2. Earl of March             |
| 1348     | John de Lisle, 2. Baron Lisle                  | 1318     | 1355      | [ 1 ]                               |
| 1348     | Bartholomew de Burghersh                       | vor 1329 | 1369      | später 2. Baron Burghersh           |
| 1348     | John de Beauchamp                              | um 1316  | 1360      | später Baron Beauchamp (de Warwick) |
| 1348     | John de Mohun, 2. Baron Mohun                  | 1320     | 1376      | [ 1 ]                               |
| 1348     | Hugh Courtenay                                 |          | 1348      | [ 1 ]                               |
| 1348     | Thomas Holland                                 | um 1314  | 1360      | später Earl of Kent                 |
| 1348     | John Grey, 1. Baron Grey of Rotherfield        | um 1300  | 1359      | [ 1 ] [ 2 ]                         |
| 1348     | Richard Fitz-Simon                             | um 1295  | 1348/49   | [ 3 ]                               |
| 1348     | Miles Stapleton                                |          | 1364      | [ 3 ] [ 4 ]                         |
| 1348     | Thomas Wale                                    | 1303     | 1352      | [ 3 ]                               |
| 1348     | Hugh Wrottesley                                |          | 1381      | [ 3 ]                               |
| 1348     | Neil Loring                                    |          | 1386      | [ 3 ] [ 5 ]                         |
| 1348     | John Chandos                                   |          | 1369      | [ 3 ]                               |
| 1348     | James Audley                                   | um 1318  | 1369      | [ 3 ]                               |
| 1348     | Otho Holland                                   |          | 1359      | [ 3 ] [ 6 ]                         |
| 1348     | Henry Eam                                      |          | vor 1360  | auch Henry d‘Enne                   |
| 1348     | Sanchet d'Abrichecourt                         | um 1330  | um 1359   | auch Sanchet d’Abridgecourt         |
| 1348     | Walter Paveley                                 | 1319     | 1375      | [ 3 ]                               |

## 14. Jahrhundert
| Aufnahme | Name                                                 | Geboren | Gestorben | Bemerkungen |
| -------- | ---------------------------------------------------- | ------- | --------- | --- |
| um 1348  | William Fitzwaryne                                   |         | 1361      | auch William FitzWarin |
| um 1348  | Robert Ufford, 1. Earl of Suffolk                    | 1298    | 1369      | [ 3 ] |
| 1350     | William de Bohun, 1. Earl of Northampton             | um 1312 | 1360      | [ 3 ] |
| 1352     | Reginald de Cobham, 1. Baron Cobham                  | um 1295 | 1361      | [ 3 ] |
| 1356     | Richard de la Vache                                  |         | 1366      | [ 3 ] [ 9 ] |
| 1358     | Thomas Ughtred, 1. Baron Ughtred                     | 1292    | 1365      | [ 10 ] [ 11 ] |
| 1358     | Philippa von Hennegau                                | 1311    | 1369      | Lady of the Garter; Ehefrau von König Eduard III. |
| 1359     | Walter Mauny, 1. Baron Mauny                         |         | 1372      | [ 10 ] |
| 1359     | Frank van Hale                                       |         |           | [ 10 ] |
| 1360     | Thomas Ufford                                        |         |           | [ 10 ] |
| um 1361  | Lionel of Antwerp, 1. Earl of Ulster                 | 1338    | 1368      | später Duke of Clarence |
| um 1361  | John of Gaunt                                        | 1340    | 1399      | später Duke of Lancaster |
| um 1361  | Edmund of Langley                                    | 1341    | 1402      | später Duke of York |
| um 1361  | Edward le Despenser, 1. Baron le Despenser           | 1336    | 1375      | [ 10 ] |
| um 1361  | John Sully                                           |         | 1388      | [ 10 ] |
| 1361     | William Latimer, 4. Baron Latimer                    | um 1329 | 1381      | [ 10 ] |
| 1365     | Humphrey de Bohun, 7. Earl of Hereford               | 1342    | 1373      | [ 10 ] |
| 1365     | Enguerrand VII. de Coucy                             | 1340    | 1397      | später Earl of Bedford |
| um 1366  | Henry Percy                                          | 1342    | 1408/09   | später Earl of Northumberland |
| um 1368  | Ralph Basset, 3. Baron Basset of Drayton             | 1335    | 1390      | [ 10 ] |
| um 1368  | Richard Pembrugge                                    |         | 1375      | [ 10 ] |
| 1369     | John Neville, 3. Baron Neville de Raby               | 1341    | 1388      | [ 12 ] |
| 1369     | Robert de Namur                                      | 1323    | 1391      | Sohn von Johann I. von Dampierre, Graf von Namur |
| 1369     | John Hastings, 2. Earl of Pembroke                   | 1347    | 1375      | [ 12 ] |
| 1369     | Thomas de Granson                                    |         | 1375      | [ 12 ] |
| 1370     | Guy Brian, 1. Baron Brian                            |         | 1390      | [ 12 ] |
| 1372     | Guichard d’Angle                                     |         | 1380      | später Earl of Huntingdon |
| 1372     | Alan Buxhull                                         |         | 1381      | [ 12 ] [ 13 ] |
| 1373     | Thomas de Beauchamp, 12. Earl of Warwick             |         | 1401      | 1397 degradiert, wieder eingesetzt 1400 |
| 1375     | Johann V., Herzog von Bretagne                       | um 1339 | 1399      | [ 12 ] |
| 1375     | Thomas Banastre                                      |         | 1379      | [ 12 ] |
| 1375     | William de Ufford, 2. Earl of Suffolk                |         | 1382      | [ 12 ] |
| 1375     | Hugh Stafford, 2. Earl of Stafford                   | um 1342 | 1386      | Sohn von Ralph Stafford (siehe oben) |
| 1376     | Thomas Holland, 2. Earl of Kent                      | 1350    | 1397      | [ 12 ] |
| 1376     | Thomas Percy                                         | 1343    | 1403      | später Earl of Worcester |
| 1376     | William Beauchamp                                    |         | 1411      | später Baron Bergavenny |
| 1376     | Isabella Plantagenet, Countess of Bedford            | 1332    | 1382      | Lady of the Garter; Tochter von König Eduard III. |
| 1377     | Richard, Prince of Wales                             | 1367    | 1400      | später Richard II., König von England |
| 1377     | Henry Bolingbroke, 3. Earl of Derby                  | 1366    | 1413      | später Heinrich IV., König von England |
| 1377     | John Burley                                          |         | 1383      | [ 15 ] |
| 1377     | Lewis Clifford                                       |         | 1404      | [ 15 ] |
| 1378     | Joan, Princess of Wales                              | 1328    | 1385      | Lady of the Garter; Mutter von König Richard II. |
| 1378     | Konstanze von Kastilien                              | 1354    | 1394      | Lady of the Garter; zweite Ehefrau von John of Gaunt |
| 1378     | Maud, Lady Courtenay, „Nichte von König Richard II.“ |         |           | Lady of the Garter; wohl Margaret de Bohun († 1391), Ehefrau von Hugh de Courtenay, 2. Earl of Devon (1303–1377), Tochter von Humphrey de Bohun, 4. Earl of Hereford (X 1321) und Elizabeth of Rhuddlan (1282–1316), einer Tochter des Königs Eduard I.                 |
| 1378     | Philippa of Lancaster                                | 1360    | 1415      | Lady of the Garter; Tochter von John of Gaunt, später Königin von Portugal |
| 1378     | Elizabeth of Lancaster, Duchess of Exeter            | 1364    | 1425      | Lady of the Garter; Tochter von John of Gaunt |
| 1378     | Philippa de Coucy, Countess of Oxford                | 1367    | 1411      | Lady of the Garter; Tochter von Enguerrand VII. de Coucy und Isabella von England, einer Tochter des Königs Eduard III., Ehefrau von Robert de Vere, 9. Earl of Oxford                                                                                                  |
| 1378     | Isabella von Kastilien, Countess of Cambridge        | um 1355 | 1392      | Lady of the Garter; Ehefrau von Edmund of Langley, später Duchess of York |
| 1379     | Bermond Arnaud de Preissac                           |         |           | [ 15 ] |
| 1380     | Thomas of Woodstock                                  | 1355    | 1397      | später Duke of Gloucester |
| 1381     | Thomas Felton                                        |         | 1381      | [ 15 ] |
| 1381     | John Holland                                         | um 1355 | 1400      | später Duke of Exeter |
| 1381     | Simon Burley                                         |         | 1388      | [ 15 ] |
| 1381     | Bryan Stapleton                                      |         | 1394      | [ 15 ] |
| 1382     | Richard Burley                                       |         | 1387      | [ 15 ] |
| 1384     | Thomas Mowbray, 1. Earl of Nottingham                | um 1365 | 1400      | später Duke of Norfolk |
| 1384     | Robert de Vere, 9. Earl of Oxford                    | 1362    | 1392      | später Duke of Ireland; degradiert 1388 |
| 1384     | Anne von Böhmen                                      | 1366    | 1394      | Lady of the Garter; Ehefrau von König Richard II. |
| 1384     | Eleanor de Bohun, Countess of Buckingham             |         |           | Lady of the Garter; Ehefrau von Thomas of Woodstock, später Duchess of Gloucester |
| 1384     | Anne Hastings, Countess of Pembroke                  | 1355    | 1384      | Lady of the Garter |
| 1384     | Elizabeth de Mohun, Countess of Salisbury            |         |           | Lady of the Garter; Ehefrau von William Montagu, 2. Earl of Salisbury, Tochter von John de Mohun, 2. Baron Mohun |
| 1384     | Katharina von Lancaster                              | 1372/73 | 1418      | Lady of the Garter; Tochter von John of Gaunt, später Königin von Kastilien |
| 1384     | Joan, Lady Mohun                                     |         |           | Lady of the Garter; Tochter von Bartholomew de Burghersh, Witwe von John de Mohun, 2. Baron Mohun, Mutter von Elizabeth de Mohun (siehe oben) |
| 1386     | Richard FitzAlan, 11. Earl of Arundel                | um 1348 | 1397      | [ 18 ] |
| 1386     | Nicholas Sarnesfeld                                  |         | 1395      | [ 18 ] |
| 1386     | Elizabeth FitzAlan, Countess of Nottingham           | 1366    | 1399      | Lady of the Garter; später Duchess of Norfolk, zweite Ehefrau von Thomas Mowbray, 1. Duke of Norfolk (1386) |
| 1386     | Constance Langley, Lady le Despenser                 | um 1374 | 1416      | Lady of the Garter; Tochter von Edmund of Langley, Ehefrau (seit 1384) von Thomas le Despenser, 1. Earl of Gloucester (1386) |
| 1386     | Elizabeth, Lady de Vere                              |         |           | Lady of the Garter; Tochter von Hugh de Courtenay, 10. Earl of Devon, Ehefrau von Sir Andrew Luttrell und Sir John de Vere, jüngerer Sohn des 7. Earl of Oxford |
| 1386     | Blanche, Lady Poynings                               |         |           | Lady of the Garter; Tochter von John de Mowbray, 3. Lord Mowbray und Joan Plantagenet (Tochter von Henry Plantagenet, 3. Earl of Lancaster), Ehefrau von (I) Robert Bertram, Baron Bertram of Bothall, (II) Thomas, 3. Lord Poynings († 1375), und (III) Sir John Worth |
| 1387     | Edward, Earl of Rutland                              | 1373    | 1415      | später Duke of York |
| 1387     | NN, Lady Gomeneys                                    |         |           | Lady of the Garter; Ehefrau von John de Geaux, Sire de Gomeneys (vielleicht auch “Comines”) |
| 1387     | Catherine Swynford                                   | um 1350 | 1403      | Lady of the Garter; dritte Ehefrau von John of Gaunt |
| um 1388  | Thomas le Despenser, 2. Baron le Despenser           | 1373    | 1400      | später 1. Earl of Gloucester (seine Ehefrau wurde 1386 in den Orden aufgenommen) |
| 1388     | Henry Percy                                          | 1364    | 1403      | [ 18 ] |
| 1388     | John Devereux, 1. Baron Devereux                     |         | 1393      | [ 18 ] |
| 1388     | Peter Courtenay                                      | 1349    | 1409      | [ 18 ] [ 22 ] |
| 1388     | Alice FitzAlan, Countess of Kent                     | um 1350 | 1416      | Lady of the Garter; Ehefrau von Thomas Holland, 2. Earl of Kent, Schwägerin von König Richard II. |
| um 1389  | Mary de Bohun, Duchess of Derby                      | um 1369 | 1394      | Lady of the Garter; Ehefrau von Henry Bolingbroke, Earl of Derby, Mutter von König Heinrich V. |
| 1390     | Wilhelm I., Herzog von Geldern und Jülich            | 1364    | 1402      | [ 18 ] |
| 1390     | Wilhelm VI., Graf von Holland und Seeland            | 1365    | 1417      | [ 18 ] |
| 1390     | Elizabeth, Lady Trivet                               |         |           | Lady of the Garter; Ehefrau von Thomas Swinburne und Sir Thomas Trivet († 1388) |
| 1390     | Lady Joan Beauchamp                                  | 1375    | 1435      | Lady of the Garter; Tochter von Richard, 4. Earl of Arundel, Ehefrau von Sir William Beauchamp |
| 1390     | Lady Joan Fitzwalter                                 | 1379    | 1409      | Lady of the Garter; Tochter von John, 1. Lord Devereux (siehe oben), Ehefrau von Sir Walter Fitzwalter, später Lord Fitzwalter, und Hugh, 2. Lord Burnell (siehe oben)                                                                                                  |
| 1392     | John Bourchier, 2. Baron Bourchier                   |         | 1400      | [ 18 ] |
| 1393     | John Beaumont, 4. Baron Beaumont                     | 1361    | 1396      | [ 18 ] |
| 1394     | William le Scrope                                    | um 1350 | 1399      | später Earl of Wiltshire |
| um 1395  | William Arundel                                      |         | 1400      | [ 18 ] |
| 1396     | John Beaufort, 1. Earl of Somerset                   | 1373    | 1410      | [ 18 ] |
| 1397     | Thomas Holland, 3. Earl of Kent                      | 1374    | 1400      | später Duke of Surrey |
| 1397     | John Montacute, 3. Earl of Salisbury                 | 1350    | 1400      | [ 26 ] |
| 1397     | Albrecht I., Herzog von Bayern-Straubing-Holland     | 1336    | 1404      | [ 26 ] |
| 1397     | Simon Felbrigge                                      |         | 1442      | [ 26 ] |
| 1397     | Isabella von Valois                                  | 1389    | 1409      | Lady of the Garter; Ehefrau von König Richard II. |
| 1399     | Philip de la Vache                                   | 1348    | 1408      | [ 26 ] |
| 1399     | Henry, Prince of Wales                               | 1386    | 1422      | später Heinrich V., König von England |
| 1399     | Katharina, Herzogin von Geldern                      |         |           | Lady of the Garter; Tochter von Graf Albrecht I. von Bayern (siehe oben), Ehefrau von Herzog Wilhelm von Geldern und Jülich (siehe oben) |
| 1399     | Joan Holland, Duchess of York                        |         |           | Lady of the Garter; zweite Ehefrau von Edmund of Langley, 1. Duke of York |
| 1399     | Margaret Holland, Marchioness of Dorset              | 1385    | 1439      | Lady of the Garter; Ehefrau von John Beaufort, 1. Earl of Somerset |
| 1399     | Joan Beaufort, Countess of Westmorland               | 1379    | 1440      | Lady of the Garter |
| 1399     | Blanche Bradeston                                    |         |           | Lady of the Garter; vielleicht Tochter von Sir John Bradeston |
| 1399     | Agnes, Lady Arundel                                  |         |           | Lady of the Garter; Ehefrau von Sir William Arundel (siehe oben) |
| 1399     | Margaret, Lady Roe of Hamlake                        |         |           | Lady of the Garter; Tochter von John FitzAlan, Lord Maltravers, Ehefrau von William, 7. Lord Ros of Hamlake (siehe oben) |
| 1399     | Marguerite de Courcy                                 |         |           | Lady of the Garter; Ehefrau von Guillaume de Courcy, Ehrendame der Königin Isabella |
| um 1400  | Thomas of Lancaster                                  | 1388    | 1421      | später Duke of Clarence |
| um 1400  | John of Lancaster                                    | 1389    | 1435      | später Duke of Bedford |
| um 1400  | Humphrey of Lancaster                                | 1390    | 1447      | später Duke of Gloucester |
| 1400     | Thomas Fitzalan, 12. Earl of Arundel                 | 1381    | 1415      | [ 26 ] |
| 1400     | Thomas Beaufort                                      | um 1377 | 1426      | später Duke of Exeter |
| 1400     | William Willoughby, 5. Baron Willoughby de Eresby    | um 1370 | 1409      | [ 26 ] [ 27 ] |
| 1400     | Thomas Rempston                                      |         | 1406      | [ 28 ] |
| 1400     | Johann I., König von Portugal                        | 1357    | 1433      | [ 28 ] |

## 15. Jahrhundert
| Aufnahme | Name                                                 | Geboren  | Gestorben | Bemerkungen |
| -------- | ---------------------------------------------------- | -------- | --------- | --- |
| 1401     | Thomas Erpingham                                     | 1357     | 1428      | [ 28 ] |
| 1402     | Edmund Stafford, 5. Earl of Stafford                 | 1378     | 1403      | [ 28 ] |
| 1402     | Ralph Neville, 4. Baron Nevill de Raby               | um 1364  | 1425      | später Earl of Westmorland |
| 1403     | Richard Beauchamp, 13. Earl of Warwick               | 1382     | 1439      | [ 26 ] |
| 1403     | Edmund Holland, 4. Earl of Kent                      | 1384     | 1408      | [ 28 ] |
| 1403     | Richard Grey, 4. Baron Grey of Codnor                |          | 1418      | [ 28 ] |
| 1403     | William de Ros, 7. Baron de Ros                      | 1369     | 1414      | [ 28 ] |
| 1404     | John Stanley, König von Man                          | um 1350  | 1414      | [ 28 ] |
| 1404     | Erik VII., König von Dänemark, Schweden und Norwegen | 1382     | 1459      | [ 28 ] |
| 1405     | John Lovel, 5. Baron Lovel                           | 1341     | 1408      | [ 28 ] |
| 1406     | Hugh Burnell, 2. Baron Burnell                       | 1347     | 1420      | [ 28 ] [ 29 ] |
| um 1407  | Edward Charlton, 5. Baron Charlton                   | 1371     | 1421      | [ 28 ] [ 30 ] |
| 1408     | Gilbert Talbot, 5. Baron Talbot                      | 1383     | 1418      | [ 28 ] [ 31 ] |
| 1408     | Henry Fitzhugh, 3. Baron FitzHugh                    | 1363     | 1425      | [ 28 ] |
| 1408     | Robert de Umfraville                                 |          | 1437      | [ 32 ] |
| 1408     | Johanna von Navarra                                  | 1370     | 1437      | Lady of the Garter; Ehefrau von Heinrich IV. |
| 1408     | Philippa von England                                 | 1394     | 1430      | Lady of the Garter; Tochter von Heinrich IV., später Königin von Dänemark, Schweden und Norwegen                                                                   |
| 1408     | Margarete, Gräfin von Holland                        | 1374     | 1441      | Lady of the Garter; Tochter von Philipp dem Kühnen, Herzog von Burgund (siehe oben), Ehefrau von Wilhelm II. von Bayern, Graf von Holland und Seeland (siehe oben) |
| 1408     | Blanca von England                                   | 1392     | 1409      | Lady of the Garter; Tochter von König Heinrich IV. |
| 1408     | Philippa de Mohun, Duchess of York                   |          |           | Lady of the Garter; Ehefrau von Edward of Norwich, 2. Duke of York                                                                                                 |
| 1408     | Maud, Countess of Salisbury                          |          |           | Lady of the Garter; Tochter von Sir Adam Francis, Ehefrau von Alan Buxhull (siehe oben), und John Montacute, 3. Earl of Salisbury (siehe oben)                     |
| 1408     | Margaret, Lady Waterton                              |          |           | Lady of the Garter; Tochter von Thomas Clarell, Ehefrau von Sir Robert Waterton,                                                                                   |
| 1408     | Margaret, Lady Beaufort                              |          |           | Lady of the Garter; Tochter von Sir Thomas Nevill of Hornby, Ehefrau von Sir Thomas Beaufort (siehe oben), später Earl of Dorset und Duke of Exeter                |
| 1408     | Agnes de Gomeneys                                    |          |           | Lady of the Garter; Ehefrau von William de Gomeneys |
| 1410     | John Cornewall, 1. Baron Fanhope                     | um 1364  | 1443      | [ 32 ] |
| 1410     | Henry Scrope, 3. Baron Scrope of Masham              | um 1373  | 1415      | [ 32 ] |
| um 1411  | Thomas de Morley, 4. Baron Morley                    | um 1354  | 1416      | [ 32 ] |
| 1413     | John d'Abrichecourt                                  |          | 1415      | [ 32 ] |
| 1413     | Beatrix von Portugal                                 | um 1386  | 1447      | Lady of the Garter; uneheliche Tochter von König Johann I. von Portugal                                                                                            |
| 1414     | Thomas Montagu, 4. Earl of Salisbury                 | 1388     | 1428      | [ 32 ] |
| 1415     | Thomas de Camoys, 1. Baron Camoys                    | vor 1368 | 1421      | [ 32 ] |
| 1415     | William Harrington                                   |          | 1440      | [ 32 ] |
| 1415     | William Zouche, 4. Baron Zouche of Haryngworth       | um 1373  | 1415      | [ 32 ] |
| 1415     | John Holland                                         | 1395     | 1447      | später Duke of Exeter |
| 1415     | Richard de Vere, 11. Earl of Oxford                  | um 1386  | 1417      | [ 32 ] |
| 1415     | Kaiser Sigismund                                     | 1368     | 1437      | Investitur 1416 |
| 1416     | Robert Willoughby, 6. Baron Willoughby de Eresby     | 1385     | 1452      | [ 32 ] |
| 1417     | John Blount                                          |          | 1418      | [ 32 ] |
| 1417     | John Robessart                                       |          | 1450      | [ 34 ] |
| 1418     | Hugh Stafford, 1. Baron Stafford                     | 1382     | 1420      | Sohn von Hugh de Stafford, 2. Earl of Stafford |
| um 1419  | William Phelipp                                      | 1383     | 1441      | später Baron Bardolph |
| 1419     | John Grey, Graf von Tancarville                      |          | 1421      | [ 34 ] |
| 1420     | Catherine de Valois                                  | 1401     | 1437      | Lady of the Garter; Ehefrau von Heinrich V. |
| 1421     | Walter Hungerford                                    | 1378     | 1449      | später Baron Hungerford |
| 1421     | Lewis Robessart                                      |          | 1431      | [ 34 ] [ 35 ] |
| 1421     | Hertong von Clux                                     |          | 1446      | [ 34 ] |
| 1421     | John Clifford, 7. Baron de Clifford                  | 1390     | 1422      | [ 34 ] [ 36 ] |
| 1421     | John Mowbray, 5. Earl of Norfolk                     | 1392     | 1432      | später Duke of Norfolk |
| 1421     | William de la Pole, 4. Earl of Suffolk               | 1396     | 1450      | später Duke of Suffolk |
| 1422     | Philipp der Gute, Herzog von Burgund                 | 1396     | 1467      | gewählt, lehnte aber ab |
| 1424     | John Talbot, 7. Baron Talbot                         | 1384     | 1453      | später Earl of Shrewsbury |
| 1426     | Thomas de Scales, 7. Baron Scales                    | um 1400  | 1460      | [ 34 ] |
| 1426     | John Fastolf                                         |          | 1459      | [ 37 ] |
| 1427     | Peter von Portugal, Herzog von Coimbra               | 1392     | 1449      | Investitur 1428 |
| 1427     | Rowland de Standish                                  |          | 1435      | [ 37 ] |
| 1429     | Humphrey Stafford, 6. Earl of Stafford               | 1402     | 1460      | später 1. Duke of Buckingham |
| 1429     | John Radcliffe                                       |          | 1441      | [ 37 ] |
| 1432     | John FitzAlan, 14. Earl of Arundel                   | 1408     | 1435      | [ 37 ] |
| 1432     | Isabel le Despenser, Countess of Warwick             | 1400     | 1439      | Tochter von Thomas le Despenser, Ehefrau von Richard Beauchamp, 1. Earl of Worcester                                                                               |
| 1432     | Alice Chaucer, Countess of Suffolk                   | 1404     | 1475      | Lady of the Garter; Tochter von Thomas Chaucer, Ehefrau von William de la Pole, 1. Duke of Suffolk                                                                 |
| 1433     | Richard Plantagenet, 3. Duke of York                 | 1411     | 1460      | [ 37 ] |
| 1435     | Eduard, König von Portugal                           | 1391     | 1438      | [ 37 ] |
| 1436     | Edmund Beaufort, Graf von Mortain                    | um 1406  | 1455      | später Duke of Somerset |
| 1436     | John Grey                                            |          | 1439      | [ 37 ] |
| 1436     | Eleanor Cobham, Duchess of Gloucester                | um 1400  | 1452      | Lady of the Garter; Ehefrau von Humphrey, Duke of Gloucester |
| 1436     | Jacquetta von Luxemburg, Duchess of Bedford          | um 1415  | 1472      | Lady of the Garter |
| 1438     | Richard Neville, 5. Earl of Salisbury                | 1400     | 1460      | [ 37 ] |
| 1438     | Albrecht II., Römisch-deutscher König                | 1397     | 1439      | Nicht in den Orden eingeführt |
| 1438     | Gaston de Foix, Captal de Buch                       |          | 1458      | siehe Haus Grailly |
| um 1439  | John Beaufort, 3. Earl of Somerset                   | 1404     | 1444      | später Duke of Somerset |
| 1440     | William Nevill, Baron Fauconberg                     | um 1410  | 1463      | später Earl of Kent |
| 1440     | Ralph Boteler, 1. Baron Sudeley                      | 1389     | 1473      | [ 38 ] |
| 1441     | John Beaumont, 1. Viscount Beaumont                  | 1409     | 1460      | siehe Haus Brienne |
| 1441     | John Beauchamp                                       |          | 1475      | später Baron Beauchamp |
| um 1443  | Heinrich der Seefahrer, Herzog von Viseu             | 1394     | 1460      | [ 38 ] |
| 1445     | Sir Thomas Hoo                                       |          | 1455      | später Baron Hoo |
| 1445     | Dom Álvaro Vaz de Almada, 1. Graf von Avranches      | um 1390  | 1449      | [ 38 ] |
| 1446     | Jean de Foix, Captal de Buch                         |          | 1485      | tritt um 1462 zurück, siehe Haus Grailly |
| 1447     | Alfons V., König von Portugal                        | 1432     | 1481      | [ 38 ] |
| 1447     | François de Surienne, Sire de Lunée                  |          | 1462 ?    | trat um 1450 zurück |
| 1448     | Margarete von Anjou                                  | 1429     | 1482      | Lady of the Garter; Ehefrau von König Heinrich VI. |
| 1448     | Anne, Lady Moleyns                                   |          |           | Lady of the Garter; Tochter von Sir John Whalesburgh, Ehefrau von Sir William Moleyns, später Lord Moleyns                                                         |
| 1448     | Emmeline, Lady Saye and Sele                         |          |           | Lady of the Garter; aus der Familie Sir William Cromers, Lord Mayor of London, Ehefrau von James Fiennes, 1. Baron Saye and Sele                                   |
| 1448     | Margaret, Lady Beauchamp                             |          |           | Lady of the Garter; Schwester von Richard Ferrers, Ehefrau von John, 1. Lord Beauchamp of Powick (siehe oben)                                                      |
| 1448     | Alice Norreys                                        | um 1405  | um 1450   | Lady of the Garter |
| 1450     | Alfons V., König von Aragón und Neapel               | 1396     | 1458      | [ 38 ] |
| 1450     | Wilhelm I., Herzog zu Braunschweig-Lüneburg          | 1392     | 1482      | Nicht in den Orden eingeführt |
| 1450     | Kasimir IV. Jagiełło, König von Polen                | 1427     | 1492      | Nicht in den Orden eingeführt |
| 1450     | Richard Woodville, 1. Baron Rivers                   | 1405     | 1469      | später Earl Rivers |
| 1451     | John Mowbray, 3. Duke of Norfolk                     | 1415     | 1461      | [ 38 ] |
| 1452     | Henry Bourchier, 5. Baron Bourchier                  | 1406     | 1483      | später Earl of Essex |
| 1453     | Edward Hull                                          |          | 1453      | Nicht in den Orden eingeführt |
| 1457     | John Talbot, 2. Earl of Shrewsbury                   | 1413     | 1460      | [ 39 ] |
| 1457     | Thomas Stanley, 1. Baron Stanley                     | um 1405  | 1459      | [ 39 ] |
| 1457     | Lionel de Welles, 6. Baron Welles                    | 1406     | 1461      | [ 39 ] |
| 1457     | Kaiser Friedrich III.                                | 1415     | 1493      | Nicht in den Orden eingeführt |
| 1459     | James Butler, 2. Earl of Wiltshire                   | 1420     | 1461      | [ 39 ] |
| 1459     | John Sutton, 1. Baron Dudley                         | 1400     | 1487      | [ 39 ] |
| 1459     | John Bourchier, 1. Baron Berners                     |          | 1474      | [ 39 ] |
| 1459     | Jasper Tudor, 1. Earl of Pembroke                    | um 1430  | 1495      | später Duke of Bedford; 1461 degradiert; 1485 wieder eingesetzt |
| 1461     | Richard Neville, 16. Earl of Warwick                 | 1428     | 1471      | Degraded 1468 |
| 1461     | William Bonville, 1. Baron Bonville                  | 1392     | 1461      | [ 39 ] |
| 1461     | Thomas Kyriell                                       |          | 1461      | Verlierer der Schlacht von Formigny 1450 |
| 1461     | John Wenlock                                         |          | 1471      | später Baron Wenlock |
| 1461     | George Plantagenet, 1. Duke of Clarence              | 1449     | 1478      | [ 40 ] |
| 1461     | William Chamberlain                                  |          | 1462      | [ 40 ] |
| 1461     | John Tiptoft, 1. Earl of Worcester                   | 1427     | 1470      | [ 40 ] |
| 1462     | William Hastings, 1. Baron Hastings                  | um 1430  | 1483      | [ 40 ] |
| 1462     | John Nevill, 1. Baron Montagu                        | um 1431  | 1471      | 1470 Marquess of Montagu |
| 1462     | William Herbert, 1. Baron Herbert                    | um 1423  | 1469      | 1468 Earl of Pembroke |
| 1462     | John Astley                                          | 1430     | 1486      | [ 40 ] |
| 1463     | Ferdinand I., König von Neapel                       | 1424     | 1494      | [ 40 ] |
| 1463     | Gaillard III. de Durfort, Seigneur de Duras          | um 1430  | 1481      | tritt um 1476 zurück |
| 1463     | John Scrope, 5. Baron Scrope of Bolton               | 1435     | 1498      | [ 40 ] |
| 1463     | Francesco I. Sforza, Herzog von Mailand              | 1401     | 1466      | [ 40 ] |
| 1463     | James Douglas, 9. Earl of Douglas                    | 1426     | 1491      | [ 40 ] |
| 1463     | Robert Harcourt                                      | 1410     | 1470      | [ 40 ] [ 42 ] |
| um 1465  | Richard, Duke of Gloucester                          | 1452     | 1485      | später Richard III., König von England |
| 1466     | Anthony Woodville, Baron Scales                      | 1442     | 1483      | später Earl Rivers |
| 1467     | Iñigo I. de Avalos, Conte de Monteodorisio           |          | 1484      | Nicht in den Orden eingeführt |
| um 1468  | Margaret, Lady Harcourt                              |          |           | Lady of the Garter; Tochter von Sir John Byron, Ehefrau von Sir Robert Harcourt (siehe oben)                                                                       |
| 1468     | Karl der Kühne, Herzog von Burgund                   | 1433     | 1477      | [ 43 ] |
| 1471     | William Fitzalan, 16. Earl of Arundel                | 1417     | 1487      | [ 43 ] |
| 1472     | John Mowbray, 4. Duke of Norfolk                     | 1444     | 1476      | [ 43 ] |
| 1472     | John Stafford, 1. Earl of Wiltshire                  |          | 1473      | [ 43 ] |
| 1472     | Walter Devereux, 7. Baron Ferrers of Chartley        |          | 1485      | [ 43 ] |
| 1472     | Walter Blount, 1. Baron Mountjoy                     | um 1420  | 1474      | 1464–1466 Lord High Treasurer |
| 1472     | John Howard, 1. Baron Howard                         | um 1430  | 1485      | später Duke of Norfolk |
| um 1473  | John de la Pole, 2. Duke of Suffolk                  | 1442     | 1492      | [ 43 ] |
| um 1474  | Henry Stafford, 2. Duke of Buckingham                | 1455     | 1483      | [ 43 ] |
| 1474     | Thomas Fitzalan, Baron Maltravers                    |          | 1524      | später 17. Earl of Arundel |
| 1474     | William Parr                                         | 1434     | um 1483   | [ 43 ] |
| 1474     | Federico da Montefeltro, Herzog von Urbino           | 1422     | 1482      | [ 46 ] |
| 1474     | Henry Percy, 4. Earl of Northumberland               | um 1449  | 1489      | [ 46 ] |
| 1475     | Edward, Prince of Wales                              | 1470     | 1483?     | später Eduard V., König von England |
| 1475     | Richard of Shrewsbury, 1. Duke of York               | 1473     | 1483?     | [ 46 ] |
| 1476     | Thomas Grey, 1. Marquess of Dorset                   | 1451     | 1501      | degradiert 1483; wieder eingesetzt 1485 |
| 1476     | Thomas Montgomery                                    |          | 1495      | [ 46 ] |
| 1477     | Elizabeth Woodville                                  | 1437     | 1492      | Lady of the Garter; Ehefrau von König Eduard IV. |
| 1477     | Elizabeth of York                                    | 1466     | 1503      | Lady of the Garter; Tochter von König Eduard IV., später Ehefrau von König Heinrich VII.                                                                           |
| 1477     | Elizabeth of York, Duchess of Suffolk                |          |           | Lady of the Garter; Schwester König Eduards IV. |
| 1480     | Ferdinand II., König von Aragón und Kastilien        | 1452     | 1516      | [ 46 ] |
| 1480     | Ercole I. d’Este, Herzog von Modena und Ferrara      | 1431     | 1505      | [ 46 ] |
| 1480     | Cecily of York                                       | 1469     | 1507      | Lady of the Garter; später Lady Welles, Tochter von König Eduard IV.                                                                                               |
| 1480     | Mary of York                                         | 1467     | 1482      | Lady of the Garter; Tochter von König Eduard IV. |
| 1482     | Johann II., König von Portugal                       | 1455     | 1495      | Nicht in den Orden eingeführt; 1488 erneut gewählt |
| 1483     | Francis Lovel, 1. Viscount Lovel                     | 1456     | 1487      | degradiert 1485 |
| 1483     | Thomas Howard, 1. Earl of Surrey                     | 1443     | 1524      | degradiert 1485; wieder eingesetzt 1489; später Duke of Norfolk |
| 1483     | Richard Ratcliffe                                    |          | 1485      | [ 47 ] |
| 1483     | Thomas Stanley, 2. Baron Stanley                     | um 1435  | 1504      | später Earl of Derby |
| 1483     | Thomas Burgh                                         |          | 1496      | später Baron Burgh |
| 1483     | Richard Tunstall                                     | um 1427  | 1491      | [ 47 ] |
| 1483     | John Conyers                                         |          | 1490      | [ 47 ] [ 48 ] |
| 1486     | John de Vere, 13. Earl of Oxford                     | 1442     | 1513      | [ 47 ] |
| 1486     | John Cheney                                          |          | 1499      | später Baron Cheney |
| 1487     | John Dinham                                          | um 1432  | 1501      | wohl 7. Lord Dinham |
| 1487     | Giles Daubeny, 1. Baron Daubeny                      |          | 1508      | [ 47 ] [ 50 ] |
| 1487     | William Stanley                                      | um 1435  | 1495      | [ 47 ] |
| 1487     | George Stanley, 9. Baron Strange                     |          | 1497      | [ 47 ] |
| um 1488  | Robert Willoughby, 9. Baron Latymer                  | um 1452  | 1502      | [ 51 ] |
| 1488     | George Talbot, 4. Earl of Shrewsbury                 | 1468     | 1538      | [ 47 ] |
| 1488     | Edward Wydville                                      |          | 1488      | [ 47 ] [ 52 ] |
| 1488     | John de Welles, 1. Viscount Welles                   |          | 1499      | [ 51 ] [ 53 ] |
| 1488     | John Savage                                          |          | 1491      | [ 51 ] |
| 1488     | Margaret Beaufort, Countess of Derby                 | 1443     | 1509      | Lady of the Garter; Mutter von König Heinrich VII. |
| 1489     | Maximilian I., Römisch-deutscher König               | 1459     | 1519      | später Kaiser Maximilian I. |
| 1489     | Edward Courtenay, 1. Earl of Devon                   | um 1527  | 1509      | [ 51 ] |
| 1491     | Arthur Tudor, Prince of Wales                        | 1486     | 1502      | [ 51 ] |
| um 1493  | Alfons, Herzog von Kalabrien                         | 1448     | 1495      | später Alfons II., König von Neapel |
| um 1493  | Edward Poynings                                      | 1459     | 1521      | [ 51 ] |
| um 1493  | Johann I., König von Dänemark, Schweden und Norwegen | 1455     | 1513      | Nicht in den Orden eingeführt |
| 1495     | Gilbert Talbot                                       | 1452     | 1518      | Sohn von John Talbot, 2. Earl of Shrewsbury |
| 1495     | Henry, Duke of York                                  | 1491     | 1547      | später Heinrich VIII., König von England |
| 1495     | Henry Algernon Percy, 5. Earl of Northumberland      | 1478     | 1527      | [ 51 ] |
| 1495     | Edward Stafford, 3. Duke of Buckingham               | 1478     | 1521      | degradiert 1521 |
| 1496     | Charles Somerset                                     | um 1460  | 1526      | später Earl of Worcester |
| 1496     | Edmund de la Pole, 3. Duke of Suffolk                | um 1471  | 1513      | degradiert 1500 |
| 1496     | Henry Bourchier, 2. Earl of Essex                    | 1472     | 1540      | [ 54 ] |
| 1498     | Thomas Lovell                                        |          | 1524      | [ 54 ] |
| 1499     | Richard Pole                                         | 1462     | 1505      | [ 54 ] [ 55 ] |
| um 1500  | Richard Guildford                                    |          | 1506      | [ 54 ] [ 56 ] |

## 16. Jahrhundert
| Aufnahme | Name                                               | Geboren  | Gestorben | Bemerkungen                                                                                     |
| -------- | -------------------------------------------------- | -------- | --------- | ----------------------------------------------------------------------------------------------- |
| 1501     | Reginald Bray                                      | um 1440  | 1503      | [ 54 ]                                                                                          |
| 1501     | Thomas Grey                                        | 1477     | 1530      | später 2. Marquess of Dorset                                                                    |
| 1503     | Philipp der Schöne, Erzherzog von Österreich       | 1478     | 1506      | später König Philipp I. von Kastilien                                                           |
| 1504     | Guidobaldo da Montefeltro, Herzog von Urbino       | 1472     | 1508      | [ 54 ]                                                                                          |
| 1505     | Gerald FitzGerald, 8. Earl of Kildare              | um 1456  | 1513      | [ 54 ]                                                                                          |
| 1505     | Richard Grey, 3. Earl of Kent                      | 1481     | 1524      | [ 54 ]                                                                                          |
| 1505     | Lord Henry Stafford                                | um 1479  | 1523      | später Earl of Wiltshire                                                                        |
| 1506     | Rhys ap Thomas Fitz-Urian                          |          | 1525      | [ 54 ]                                                                                          |
| 1507     | Thomas Brandon                                     |          | 1510      | [ 54 ] [ 57 ]                                                                                   |
| 1508     | Karl, Erzherzog von Österreich                     | 1500     | 1558      | später Kaiser Karl V.                                                                           |
| 1509     | Thomas Darcy, 1. Baron Darcy de Darcy              |          | 1538      | degradiert 1538                                                                                 |
| 1509     | Edward Sutton, 2. Baron Dudley                     | 1459     | 1532      | [ 58 ]                                                                                          |
| 1510     | Manuel I., König von Portugal                      | 1469     | 1521      | Nicht in den Orden eingeführt                                                                   |
| 1510     | Thomas Howard                                      | 1473     | 1554      | degradiert 1547; wieder eingesetzt 1553; später 3. Duke of Norfolk                              |
| 1510     | Henry Marney                                       | um 1447  | 1523      | [ 58 ]                                                                                          |
| 1510     | Thomas West, 8. Baron de la Warr                   | um 1457  | 1525      | [ 58 ]                                                                                          |
| 1513     | George Neville, 3. Baron Bergavenny                | 1469     | 1535      | [ 58 ]                                                                                          |
| 1513     | Edward Howard                                      | 1476/77  | 1513      | wegen vorzeitigem Tod nicht in den Orden eingeführt                                             |
| 1513     | Charles Brandon, 1. Duke of Suffolk                | um 1484  | 1545      | [ 58 ]                                                                                          |
| 1514     | Giuliano di Lorenzo de’ Medici, Herzog von Nemours | 1479     | 1516      | Nicht in den Orden eingeführt                                                                   |
| 1514     | Edward Stanley                                     | um 1460  | 1523      | später Baron Monteagle                                                                          |
| 1518     | Thomas Dacre, 3. Baron Dacre                       | 1467     | 1525      | [ 58 ]                                                                                          |
| 1518     | William Sandys                                     | 1470     | 1540      | später Baron Sandys of the Vyne                                                                 |
| 1521     | Henry Courtenay, 2. Earl of Devon                  | um 1498  | 1539      | degradiert 1539; später Marquess of Exeter                                                      |
| 1522     | Ferdinand, Erzherzog von Österreich                | 1503     | 1564      | später Kaiser Ferdinand I.                                                                      |
| 1522     | Richard Wingfield                                  | um 1456  | 1525      | [ 60 ]                                                                                          |
| 1523     | Thomas Boleyn                                      | 1477     | 1539      | später Earl of Wiltshire                                                                        |
| 1523     | Walter Devereux, 9. Baron Ferrers                  | 1491     | 1558      | später Viscount Hereford                                                                        |
| 1524     | Arthur Plantagenet, 1. Viscount Lisle              | um 1470  | 1542      | [ 60 ]                                                                                          |
| 1524     | Robert Radcliffe, 10. Baron FitzWalter             | 1483     | 1542      | später Earl of Sussex                                                                           |
| 1525     | William FitzAlan, 18. Earl of Arundel              | 1476     | 1544      | [ 60 ]                                                                                          |
| 1525     | Thomas Manners, 14. Baron de Ros                   | um 1492  | 1543      | später Earl of Rutland                                                                          |
| 1525     | Henry Fitzroy                                      | 1519     | 1536      | später Duke of Richmond                                                                         |
| 1525     | Ralph Neville, 4. Earl of Westmorland              | 1498     | 1549      | [ 60 ]                                                                                          |
| 1526     | William Blount, 4. Baron Mountjoy                  | 1478     | 1534      | [ 60 ]                                                                                          |
| 1526     | William Fitzwilliam, 1. Earl of Southampton        | um 1490  | 1542      | [ 61 ]                                                                                          |
| 1526     | Henry Guildford                                    | 1489     | 1532      | [ 61 ]                                                                                          |
| 1527     | Franz I., König von Frankreich                     | 1494     | 1547      | [ 61 ]                                                                                          |
| 1527     | John de Vere, 15. Earl of Oxford                   |          | 1540      | [ 61 ]                                                                                          |
| 1531     | Henry Percy, 6. Earl of Northumberland             | um 1502  | 1537      | [ 61 ]                                                                                          |
| 1532     | Anne de Montmorency, Duc de Montmorency            | 1493     | 1567      | [ 61 ]                                                                                          |
| 1532     | Philippe Chabot, Admiral von Frankreich            | 1492     | 1543      | [ 61 ]                                                                                          |
| 1535     | Jakob V., König von Schottland                     | 1512     | 1542      | [ 61 ]                                                                                          |
| 1536     | Nicholas Carew                                     | um 1496  | 1539      | degradiert 1539                                                                                 |
| 1537     | Henry Clifford, 1. Earl of Cumberland              | 1493     | 1542      | [ 61 ]                                                                                          |
| 1537     | Thomas Cromwell, 1. Baron Cromwell                 | 1485     | 1540      | später Earl of Essex, 1540 degradiert                                                           |
| 1539     | John Russell, 1. Baron Russell                     | 1485     | 1555      | später Earl of Bedford                                                                          |
| 1539     | Thomas Cheney                                      | um 1485  | 1558      | [ 61 ]                                                                                          |
| 1539     | William Kingston                                   | vor 1476 | 1540      | [ 61 ] [ 62 ]                                                                                   |
| 1540     | Thomas Audley, 1. Baron Audley of Walden           | 1488     | 1544      | [ 63 ]                                                                                          |
| 1540     | Anthony Browne                                     | um 1500  | 1548      | [ 63 ]                                                                                          |
| 1541     | Edward Seymour, 1. Earl of Hertford                | um 1500  | 1552      | später Duke of Somerset                                                                         |
| 1541     | Henry Howard, Earl of Surrey                       | um 1517  | 1547      | degradiert 1547                                                                                 |
| 1541     | Sir John Gage                                      |          | 1556      | [ 63 ]                                                                                          |
| 1541     | Anthony Wingfield                                  | um 1480  | 1552      | [ 63 ] [ 64 ]                                                                                   |
| 1543     | John Dudley, 7. Viscount Lisle                     | 1502     | 1553      | degradiert 1553; später Duke of Northumberland                                                  |
| 1543     | William Paulet, 1. Baron St. John                  | um 1483  | 1572      | später Marquess of Winchester                                                                   |
| 1543     | William Parr, 1. Baron Parr                        | um 1512  | 1571      | degradiert 1553; wieder eingesetzt 1559; später Marquess of Northampton                         |
| 1543     | John Wallop                                        | um 1490  | 1551      | [ 63 ]                                                                                          |
| 1544     | Henry FitzAlan, 19. Earl of Arundel                | um 1513  | 1580      | [ 63 ]                                                                                          |
| 1544     | Anthony St Leger                                   | um 1496  | 1559      | [ 63 ]                                                                                          |
| 1545     | Francis Talbot, 5. Earl of Shrewsbury              | 1500     | 1560      | [ 63 ]                                                                                          |
| 1545     | Thomas Wriothesley, 1. Baron Wriothesley           | 1505     | 1550      | später Earl of Southampton                                                                      |
| 1547     | Henry Grey, 3. Marquess of Dorset                  | um 1515  | 1554      | degradiert 1554; später Duke of Suffolk                                                         |
| 1547     | Edward Stanley, 3. Earl of Derby                   | um 1508  | 1572      | [ 65 ]                                                                                          |
| 1547     | Thomas Seymour, 1. Baron Seymour of Sudeley        | um 1508  | 1549      | [ 65 ]                                                                                          |
| 1547     | William Paget                                      | 1506     | 1563      | degradiert 1552; wieder eingesetzt 1553; später Baron Paget                                     |
| 1549     | Francis Hastings, 2. Earl of Huntingdon            | um 1514  | 1561      | [ 65 ]                                                                                          |
| 1549     | George Brooke, 9. Baron Cobham                     | um 1497  | 1558      | [ 65 ]                                                                                          |
| 1549     | Thomas West, 9. Baron De La Warr                   | um 1475  | 1554      | [ 65 ]                                                                                          |
| 1549     | William Herbert                                    | 1501     | 1570      | später 1551 Earl of Pembroke                                                                    |
| 1551     | Heinrich II., König von Frankreich                 | 1519     | 1559      | [ 65 ]                                                                                          |
| 1551     | Edward Clinton, 9. Baron Clinton                   | 1512     | 1585      | später Earl of Lincoln                                                                          |
| 1551     | Thomas Darcy, 1. Baron Darcy of Chiche             | 1506     | 1558      | [ 65 ] [ 66 ]                                                                                   |
| 1552     | Henry Neville, 5. Earl of Westmorland              | um 1525  | 1563      | [ 65 ]                                                                                          |
| 1552     | Andrew Dudley                                      |          | 1559      | degradiert 1553                                                                                 |
| 1554     | Prinz Philipp von Spanien                          | 1527     | 1598      | später König Philipp II.                                                                        |
| 1554     | Henry Radclyffe, 2. Earl of Sussex                 | um 1507  | 1557      | [ 68 ]                                                                                          |
| 1554     | Emanuel Philibert, Herzog von Savoyen              | 1528     | 1580      | [ 68 ]                                                                                          |
| 1554     | William Howard, 1. Baron Howard of Effingham       | um 1510  | 1573      | [ 68 ]                                                                                          |
| 1555     | Edward Hastings                                    | um 1520  | 1572      | später Baron Hastings of Loughborough, jüngerer Sohn von George Hastings, 1. Earl of Huntingdon |
| 1555     | Anthony Browne, 1. Viscount Montagu                | um 1528  | 1592      | [ 68 ]                                                                                          |
| 1557     | Thomas Radclyffe, 3. Earl of Sussex                | um 1525  | 1583      | [ 68 ]                                                                                          |
| 1557     | William Grey, 13. Baron Grey de Wilton             |          | 1562      | [ 68 ]                                                                                          |
| 1557     | Robert Rochester                                   | um 1500  | 1557      | Eine offizielle Aufnahme in den Orden fand nicht statt, da er vorher verstarb                   |
| 1559     | Thomas Howard, 4. Duke of Norfolk                  | 1538     | 1572      | degradiert 1572                                                                                 |
| 1559     | Henry Manners, 2. Earl of Rutland                  | 1526     | 1563      | [ 69 ]                                                                                          |
| 1559     | Robert Dudley                                      | 1532     | 1588      | später Earl of Leicester                                                                        |
| 1560     | Adolf I., Herzog von Schleswig-Holstein-Gottorf    | 1526     | 1586      | [ 69 ]                                                                                          |
| 1561     | George Talbot, 6. Earl of Shrewsbury               | 1528     | 1590      | [ 69 ]                                                                                          |
| 1561     | Henry Carey, 1. Baron Hunsdon                      | 1526     | 1596      | [ 69 ]                                                                                          |
| 1563     | Thomas Percy, 7. Earl of Northumberland            | 1528     | 1572      | degradiert 1569                                                                                 |
| 1563     | Ambrose Dudley, 3. Earl of Warwick                 | um 1528  | 1590      | [ 69 ]                                                                                          |
| 1564     | Karl IX., König von Frankreich                     | 1550     | 1574      | [ 69 ]                                                                                          |
| 1564     | Francis Russell, 2. Earl of Bedford                | 1527     | 1585      | [ 69 ]                                                                                          |
| 1564     | Henry Sidney                                       | 1529     | 1586      | [ 69 ]                                                                                          |
| 1567     | Kaiser Maximilian II.                              | 1527     | 1576      | [ 69 ]                                                                                          |
| 1570     | Henry Hastings, 3. Earl of Huntingdon              | um 1536  | 1595      | [ 69 ]                                                                                          |
| 1570     | William Somerset, 3. Earl of Worcester             | um 1527  | 1589      | [ 69 ]                                                                                          |
| 1572     | François de Montmorency, 2. Duc de Montmorency     | 1530     | 1579      | [ 70 ]                                                                                          |
| 1572     | Walter Devereux, 2. Viscount Hereford              | 1539     | 1576      | später Earl of Essex                                                                            |
| 1572     | William Cecil, 1. Baron Burghley                   | 1521     | 1598      | [ 70 ]                                                                                          |
| 1572     | Arthur Grey, 14. Baron Grey de Wilton              | 1536     | 1593      | [ 70 ]                                                                                          |
| 1572     | Edmund Brydges, 2. Baron Chandos                   |          | 1573      | [ 70 ]                                                                                          |
| 1574     | Henry Stanley, 4. Earl of Derby                    | 1531     | 1593      | [ 70 ]                                                                                          |
| 1574     | Henry Herbert, 2. Earl of Pembroke                 | um 1534  | 1601      | [ 70 ]                                                                                          |
| 1575     | Heinrich III., König von Frankreich                | 1551     | 1589      | [ 70 ]                                                                                          |
| 1575     | Charles Howard, 2. Baron Howard of Effingham       | um 1536  | 1624      | später Earl of Nottingham                                                                       |
| 1578     | Kaiser Rudolf II.                                  | 1552     | 1612      | [ 70 ]                                                                                          |
| 1578     | Friedrich II., König von Dänemark und Norwegen     | 1534     | 1588      | [ 70 ]                                                                                          |
| 1579     | Johann Kasimir von Pfalz-Simmern                   | 1543     | 1592      | [ 70 ]                                                                                          |
| 1584     | Edward Manners, 3. Earl of Rutland                 | 1548     | 1587      | [ 70 ]                                                                                          |
| 1584     | William Brooke, 10. Baron Cobham                   | 1527     | 1597      | [ 70 ]                                                                                          |
| 1584     | Henry Scrope, 9. Baron Scrope of Bolton            | um 1534  | 1591      | [ 71 ]                                                                                          |
| 1588     | Robert Devereux, 2. Earl of Essex                  | 1565     | 1601      | degradiert 1601                                                                                 |
| 1588     | Thomas Butler, 10. Earl of Ormonde                 | 1532     | 1614      | [ 71 ]                                                                                          |
| 1588     | Christopher Hatton                                 | 1540     | 1591      | [ 71 ]                                                                                          |
| 1589     | Henry Radclyffe, 4. Earl of Sussex                 | um 1532  | 1593      | [ 71 ]                                                                                          |
| 1589     | Thomas Sackville, 1. Baron Buckhurst               | 1536     | 1608      | später Earl of Dorset                                                                           |
| 1590     | Heinrich IV., König von Frankreich                 | 1553     | 1610      | [ 71 ]                                                                                          |
| 1590     | Jakob VI., König von Schottland                    | 1566     | 1625      | später König Jakob I. von England                                                               |
| 1592     | Gilbert Taylor, 7. Earl of Shrewsbury              | 1552     | 1616      | [ 71 ]                                                                                          |
| 1592     | George Clifford, 3. Earl of Cumberland             | 1558     | 1605      | [ 71 ]                                                                                          |
| 1593     | Henry Percy, 9. Earl of Northumberland             | 1564     | 1632      | [ 71 ]                                                                                          |
| 1593     | Edward Somerset, 4. Earl of Worcester              | um 1550  | 1628      | [ 71 ]                                                                                          |
| 1593     | Thomas Burgh, 7. Baron Strabolgi                   | um 1555  | 1597      | [ 71 ]                                                                                          |
| 1593     | Edmund Sheffield, 3. Baron Sheffield               | um 1564  | 1646      | 1626 Earl of Mulgrave, siehe Duke of Buckingham und Normanby                                    |
| 1593     | Francis Knollys                                    | 1514     | 1596      | [ 71 ]                                                                                          |
| 1597     | Friedrich I. Herzog von Württemberg                | 1557     | 1608      | [ 72 ]                                                                                          |
| 1597     | Thomas Howard, 1. Baron Howard de Walden           | 1561     | 1626      | später Earl of Suffolk                                                                          |
| 1597     | George Carey, 2. Baron Hunsdon                     | um 1556  | 1603      | [ 72 ]                                                                                          |
| 1597     | Charles Blount, 8. Baron Mountjoy                  | 1563     | 1606      | später Earl of Devonshire                                                                       |
| 1597     | Henry Lea                                          |          | 1611      | [ 72 ]                                                                                          |
| 1599     | Robert Radclyffe, 5. Earl of Sussex                | 1573     | 1629      | [ 72 ]                                                                                          |
| 1599     | Henry Brooke, 11. Baron Cobham                     | 1564     | 1619      | degradiert 1604                                                                                 |
| 1599     | Thomas Scrope, 10. Baron Scrope of Bolton          | um 1567  | 1609      | [ 72 ]                                                                                          |

## 17. Jahrhundert
| Aufnahme | Name                                                  | Geboren | Gestorben | Bemerkungen                                              |
| -------- | ----------------------------------------------------- | ------- | --------- | -------------------------------------------------------- |
| 1601     | William Stanley, 6. Earl of Derby                     | um 1561 | 1642      | [ 72 ]                                                   |
| 1601     | Thomas Cecil, 2. Baron Burghley                       | 1542    | 1623      | später Earl of Exeter                                    |
| 1603     | Henry, Duke of Rothesay                               | 1594    | 1612      | später Prince of Wales                                   |
| 1603     | Christian IV., König von Dänemark und Norwegen        | 1577    | 1648      | Investitur 1605                                          |
| 1603     | Ludovic Stewart, 2. Duke of Lennox                    | 1574    | 1624      | [ 73 ]                                                   |
| 1603     | Henry Wriothesley, 3. Earl of Southampton             | 1573    | 1624      | [ 73 ]                                                   |
| 1603     | John Erskine, 18. Earl of Mar                         | 1562    | 1634      | [ 73 ]                                                   |
| 1603     | William Herbert, 3. Earl of Pembroke                  | 1580    | 1630      | [ 73 ]                                                   |
| 1605     | Ulrich von Dänemark, Herzog von Holstein              | 1578    | 1624      | Bruder von König Christian IV. von Dänemark und Norwegen |
| 1605     | Henry Howard, 1. Earl of Northampton                  | 1540    | 1614      | [ 73 ]                                                   |
| 1606     | Robert Cecil, 1. Earl of Salisbury                    | 1563    | 1612      | [ 73 ]                                                   |
| 1606     | Thomas Howard, 3. Viscount Howard of Bindon           | um 1520 | 1611      | [ 73 ] [ 74 ]                                            |
| 1608     | George Home, 1. Earl of Dunbar                        | um 1556 | 1612      | [ 73 ]                                                   |
| 1608     | Philip Herbert, 1. Earl of Montgomery                 | um 1584 | 1650      | später Earl of Pembroke                                  |
| 1611     | Charles, Duke of York                                 | 1600    | 1649      | später König Karl I. von England                         |
| 1611     | Thomas Howard, 21. Earl of Arundel                    | 1585    | 1646      | [ 73 ]                                                   |
| 1611     | Robert Carr, 1. Viscount Rochester                    | um 1587 | 1645      | später Earl of Somerset                                  |
| 1612     | Friedrich V., Kurfürst von der Pfalz                  | 1596    | 1632      | [ 73 ]                                                   |
| 1612     | Moritz von Nassau                                     | 1567    | 1625      | später Fürst von Orange                                  |
| 1615     | Thomas Erskine, 1. Viscount of Fentoun                | 1566    | 1639      | später Earl of Kellie                                    |
| 1615     | William Knollys, 1. Baron Knollys                     | um 1547 | 1632      | später Earl of Banbury                                   |
| 1616     | Francis Manners, 6. Earl of Rutland                   | 1578    | 1632      | [ 75 ]                                                   |
| 1616     | George Villiers                                       | 1592    | 1628      | später Duke of Buckingham                                |
| 1616     | Robert Sidney, 1. Viscount Lisle                      | 1563    | 1626      | später Earl of Leicester                                 |
| 1623     | James Hamilton, 2. Marquess of Hamilton               | 1589    | 1625      | [ 75 ]                                                   |
| 1624     | Esmé Stewart, 3. Duke of Lennox                       | 1579    | 1624      | [ 75 ]                                                   |
| 1624     | Christian von Braunschweig-Wolfenbüttel               | 1599    | 1626      | [ 75 ]                                                   |
| 1624     | William Cecil, 2. Earl of Salisbury                   | 1591    | 1668      | [ 75 ]                                                   |
| 1624     | James Hay, 1. Earl of Carlisle                        | um 1580 | 1636      | [ 75 ]                                                   |
| 1625     | Edward Sackville, 4. Earl of Dorset                   | 1590    | 1652      | [ 75 ]                                                   |
| 1625     | Henry Rich, 1. Earl of Holland                        | 1590    | 1649      | [ 76 ]                                                   |
| 1625     | Thomas Howard, 1. Viscount Andover                    | um 1590 | 1669      | später Earl of Berkshire                                 |
| 1625     | Claude de Lorraine, Duc de Chevreuse                  | 1578    | 1657      | siehe auch Haus Guise                                    |
| 1627     | Gustav II. Adolf, König von Schweden                  | 1594    | 1632      | [ 76 ]                                                   |
| 1627     | Friedrich Heinrich von Oranien                        | 1584    | 1647      | [ 76 ]                                                   |
| 1627     | Theophilus Howard, 2. Earl of Suffolk                 | 1584    | 1640      | [ 76 ]                                                   |
| 1628     | William Compton, 1. Earl of Northampton               |         | 1630      | [ 76 ]                                                   |
| 1630     | Richard Weston, 1. Baron Weston                       | 1577    | 1635      | später Earl of Portland                                  |
| 1630     | Robert Bertie, 1. Earl of Lindsey                     | 1582    | 1642      | [ 76 ]                                                   |
| 1630     | William Cecil, 2. Earl of Exeter                      | 1566    | 1640      | [ 76 ]                                                   |
| 1630     | James Hamilton, 3. Marquess of Hamilton               | 1606    | 1649      | später Duke of Hamilton                                  |
| 1633     | Karl I. Ludwig, Kurfürst von der Pfalz                | 1617    | 1680      | [ 76 ]                                                   |
| 1633     | James Stewart, 4. Duke of Lennox                      | 1612    | 1655      | [ 76 ]                                                   |
| 1633     | Henry Danvers, 1. Earl of Danby                       | 1573    | 1644      | [ 77 ]                                                   |
| 1633     | William Douglas, 7. Earl of Morton                    | 1582    | 1648      | [ 77 ]                                                   |
| 1635     | Algernon Percy, 10. Earl of Northumberland            | 1602    | 1668      | [ 77 ]                                                   |
| 1638     | Charles, Prince of Wales                              | 1630    | 1685      | später König Karl II. von England                        |
| 1640     | Thomas Wentworth, 1. Earl of Strafford                | 1593    | 1641      | [ 77 ]                                                   |
| 1642     | James, Duke of York                                   | 1633    | 1701      | später König Jakob II. von England                       |
| 1642     | Ruprecht von der Pfalz, Duke of Cumberland            | 1619    | 1682      | [ 77 ]                                                   |
| 1645     | Wilhelm II. von Oranien                               | 1626    | 1650      | [ 77 ]                                                   |
| 1645     | Bernard de Nogaret de La Valette, Duc d'Epernon       | 1592    | 1661      | [ 77 ]                                                   |
| 1649     | Moritz von der Pfalz                                  | 1621    | 1652      | Nicht in den Orden eingeführt                            |
| 1649     | James Butler, 1. Marquess of Ormonde                  | 1610    | 1688      | später Duke of Ormonde                                   |
| 1649     | Eduard, Pfalzgraf von Simmern                         | 1625    | 1663      | [ 78 ]                                                   |
| 1649     | George Villiers, 2. Duke of Buckingham                | 1628    | 1687      | [ 78 ]                                                   |
| 1650     | William Seymour, 1. Marquess of Hertford              | 1588    | 1660      | Nicht in den Orden eingeführt; später Duke of Somerset   |
| 1650     | Thomas Wriothesley, 4. Earl of Southampton            | 1607    | 1667      | [ 78 ]                                                   |
| 1650     | William Hamilton, 2. Duke of Hamilton                 | 1616    | 1651      | Nicht in den Orden eingeführt                            |
| 1650     | William Cavendish, 1. Marquess of Newcastle           | 1592    | 1676      | später Duke of Newcastle                                 |
| 1650     | James Graham, 1. Marquess of Montrose                 | 1612    | 1650      | Nicht in den Orden eingeführt                            |
| 1650     | James Stanley, 7. Earl of Derby                       | 1607    | 1651      | Nicht in den Orden eingeführt                            |
| 1653     | George Digby, 2. Earl of Bristol                      | 1612    | 1677      | [ 78 ]                                                   |
| 1653     | Henry Stuart, Duke of Gloucester                      | 1640    | 1660      | Nicht in den Orden eingeführt                            |
| 1653     | Henri de La Trémoille, duc de Thouars                 | 1598    | 1674      | [ 79 ]                                                   |
| 1653     | Wilhelm III. von Oranien                              | 1650    | 1702      | später König Wilhelm III. von England                    |
| 1654     | Friedrich Wilhelm, Kurfürst von Brandenburg           | 1620    | 1688      | [ 79 ]                                                   |
| 1658     | Jean Gaspard Ferdinand, Comte de Marchin              |         | 1673      | Vater von Ferdinand de Marsin                            |
| 1660     | George Monck                                          | 1608    | 1670      | später Duke of Albemarle                                 |
| 1660     | Edward Montagu, 1. Earl of Sandwich                   | 1625    | 1672      | [ 79 ]                                                   |
| 1660     | Aubrey de Vere, 20. Earl of Oxford                    | 1627    | 1703      | [ 79 ]                                                   |
| 1661     | Charles Stewart, 3. Duke of Richmond                  | 1639    | 1672      | [ 79 ]                                                   |
| 1661     | Montague Bertie, 2. Earl of Lindsey                   | 1608    | 1666      | [ 79 ]                                                   |
| 1661     | Edward Montagu, 2. Earl of Manchester                 | 1602    | 1671      | [ 79 ]                                                   |
| 1661     | William Wentworth, 2. Earl of Strafford               | 1626    | 1695      | [ 79 ]                                                   |
| 1662     | Christian, Prinz von Dänemark                         | 1646    | 1699      | später König Christian V. von Dänemark und Norwegen      |
| 1663     | James Scott, 1. Duke of Monmouth                      | 1649    | 1685      | degradiert 1685                                          |
| 1666     | James Stuart, Duke of Cambridge                       | 1663    | 1667      | Nicht in den Orden eingeführt                            |
| 1668     | Karl XI., König von Schweden                          | 1655    | 1697      | [ 80 ]                                                   |
| 1668     | Johann Georg II., Kurfürst von Sachsen                | 1613    | 1680      | Investitur 1669                                          |
| 1670     | Christopher Monck, 2. Duke of Albemarle               | 1653    | 1688      | [ 80 ]                                                   |
| 1672     | John Maitland, 1. Duke of Lauderdale                  | 1616    | 1682      | [ 80 ]                                                   |
| 1672     | Henry Somerset, 3. Marquess of Worcester              | 1629    | 1700      | später Duke of Beaufort                                  |
| 1672     | Henry Jermyn, 1. Earl of St Albans                    | um 1604 | 1684      | [ 80 ]                                                   |
| 1672     | William Russell, 5. Earl of Bedford                   | 1613    | 1700      | später Duke of Bedford                                   |
| 1672     | Henry Bennet, 1. Earl of Arlington                    | 1618    | 1685      | [ 80 ]                                                   |
| 1672     | Thomas Butler, 6. Earl of Ossory                      | 1634    | 1680      | [ 80 ]                                                   |
| 1673     | Charles Fitzroy, 1. Earl of Southampton               | 1662    | 1730      | später Duke of Southampton                               |
| 1674     | John Sheffield, 3. Earl of Mulgrave                   | 1648    | 1721      | später Duke of Buckingham                                |
| 1677     | Henry Cavendish, 2. Duke of Newcastle-upon-Tyne       | 1630    | 1691      | [ 82 ]                                                   |
| 1677     | Thomas Osborne, 1. Earl of Danby                      | 1632    | 1712      | später Duke of Leeds                                     |
| 1680     | Henry FitzRoy, 1. Duke of Grafton                     | 1663    | 1690      | [ 82 ]                                                   |
| 1680     | James Cecil, 3. Earl of Salisbury                     | 1646    | 1683      | [ 82 ]                                                   |
| 1680     | Karl II., Kurfürst von der Pfalz                      | 1651    | 1685      | [ 82 ]                                                   |
| 1681     | Charles Lennox, 1. Duke of Richmond                   | 1672    | 1723      | [ 82 ]                                                   |
| 1682     | William Douglas-Hamilton, Duke of Hamilton            | 1634    | 1694      | [ 82 ]                                                   |
| 1684     | Georg von Dänemark                                    | 1653    | 1708      | [ 82 ]                                                   |
| 1684     | Charles Seymour, 6. Duke of Somerset                  | 1662    | 1748      | [ 82 ]                                                   |
| 1684     | George FitzRoy, 1. Duke of Northumberland             | 1665    | 1716      | [ 82 ]                                                   |
| 1685     | Henry Howard, 7. Duke of Norfolk                      | 1654    | 1701      | [ 83 ]                                                   |
| 1685     | Henry Mordaunt, 2. Earl of Peterborough               | 1621    | 1697      | [ 83 ]                                                   |
| 1685     | Laurence Hyde, 1. Earl of Rochester                   | 1642    | 1711      | [ 83 ]                                                   |
| 1685     | Louis de Duras, 2. Earl of Feversham                  | 1641    | 1709      | [ 83 ]                                                   |
| 1687     | Robert Spencer, 2. Earl of Sunderland                 | 1641    | 1702      | [ 83 ]                                                   |
| 1688     | James Fitzjames, 1. Duke of Berwick-upon-Tweed        | 1670    | 1734      | Nicht in den Orden eingeführt                            |
| 1688     | James Butler, 2. Duke of Ormonde                      | 1665    | 1745      | degradiert 1716                                          |
| 1689     | Friedrich von Schomberg, 1. Duke of Schomberg         | 1615    | 1690      | [ 83 ]                                                   |
| 1689     | William Cavendish, 4. Earl of Devonshire              | 1640    | 1707      | später Duke of Devonshire                                |
| 1690     | Friedrich III., Kurfürst von Brandenburg              | 1657    | 1713      | später Friedrich I., König in Preußen                    |
| 1690     | Georg Wilhelm, Herzog zu Braunschweig-Lüneburg        | 1624    | 1705      | [ 84 ]                                                   |
| 1692     | Johann Georg IV., Kurfürst von Sachsen                | 1668    | 1694      | Investitur 1693                                          |
| 1692     | Charles Sackville, 6. Earl of Dorset                  | 1638    | 1706      | [ 84 ]                                                   |
| 1694     | Charles Talbot, 12. Earl of Shrewsbury                | 1660    | 1718      | später Duke of Shrewsbury                                |
| 1696     | Wilhelm von Dänemark und Norwegen, Duke of Gloucester | 1689    | 1700      | [ 84 ]                                                   |
| 1697     | Johann Wilhelm Bentinck, 1. Earl of Portland          | 1648    | 1709      | [ 84 ]                                                   |
| 1698     | John Holles, 1. Duke of Newcastle-upon-Tyne           | 1662    | 1711      | [ 84 ]                                                   |
| 1700     | Thomas Herbert, 8. Earl of Pembroke                   | um 1656 | 1733      | [ 84 ]                                                   |
| 1700     | Arnold van Keppel, 1. Earl of Albemarle               | 1669    | 1718      | [ 84 ]                                                   |

## 18. Jahrhundert
| Aufnahme | Name                                                           | Geboren | Gestorben | Bemerkungen                                                                        |
| -------- | -------------------------------------------------------------- | ------- | --------- | ---------------------------------------------------------------------------------- |
| 1701     | Georg Ludwig, Kurfürst von Hannover                            | 1660    | 1727      | später König Georg I. von Großbritannien                                           |
| 1701     | James Douglas, 2. Duke of Queensberry                          | 1672    | 1711      | [ 85 ]                                                                             |
| 1702     | Wriothesley Russell, 2. Duke of Bedford                        | 1680    | 1711      | [ 85 ]                                                                             |
| 1702     | John Churchill, 1. Earl of Marlborough                         | 1650    | 1722      | später Duke of Marlborough                                                         |
| 1703     | Meinhard von Schomberg, 3. Duke of Schomberg                   | 1641    | 1719      | [ 85 ]                                                                             |
| 1704     | Sidney Godolphin, 1. Baron Godolphin                           | 1645    | 1712      | später Earl of Godolphin                                                           |
| 1706     | Georg August Prinz von Braunschweig-Lüneburg                   | 1683    | 1760      | später Georg II., König von Großbritannien                                         |
| 1710     | William Cavendish, 2. Duke of Devonshire                       | 1672    | 1729      | [ 85 ]                                                                             |
| 1710     | John Campbell, 2. Duke of Argyll                               | 1680    | 1743      | [ 85 ]                                                                             |
| 1712     | Henry Somerset, 2. Duke of Beaufort                            | 1684    | 1714      | [ 85 ]                                                                             |
| 1712     | James Hamilton, 4. Duke of Hamilton                            | 1658    | 1712      | [ 85 ]                                                                             |
| 1712     | Henry Grey, 1. Duke of Kent                                    | 1671    | 1740      | [ 85 ]                                                                             |
| 1712     | John Poulett, 1. Earl Poulett                                  | um 1663 | 1743      | [ 86 ]                                                                             |
| 1712     | Robert Harley, 1. Earl of Oxford and Mortimer                  | 1661    | 1724      | [ 86 ]                                                                             |
| 1712     | Thomas Wentworth, 1. Earl of Strafford                         | 1672    | 1739      | [ 86 ]                                                                             |
| 1713     | Charles Mordaunt, 3. Earl of Peterborough                      | um 1658 | 1735      | [ 86 ]                                                                             |
| 1714     | Charles Paulet, 2. Duke of Bolton                              | 1661    | 1722      | [ 86 ]                                                                             |
| 1714     | John Manners, 2. Duke of Rutland                               | 1676    | 1721      | [ 86 ]                                                                             |
| 1714     | Lionel Sackville, 7. Earl of Dorset                            | 1688    | 1765      | später Duke of Dorset                                                              |
| 1714     | Charles Montagu, 1. Earl of Halifax                            | 1661    | 1715      | [ 86 ]                                                                             |
| 1717     | Friedrich Ludwig von Hannover                                  | 1707    | 1751      | später Prince of Wales                                                             |
| 1717     | Ernst August II. von Hannover                                  | 1674    | 1728      | später Duke of York and Albany                                                     |
| 1718     | Charles Beauclerk, 1. Duke of St. Albans                       | 1670    | 1726      | [ 86 ]                                                                             |
| 1718     | John Montagu, 2. Duke of Montagu                               | 1690    | 1749      | [ 86 ]                                                                             |
| 1718     | Thomas Pelham-Holles, 1. Duke of Newcastle-upon-Tyne           | 1693    | 1768      | [ 87 ]                                                                             |
| 1718     | James Berkeley, 3. Earl of Berkeley                            | 1680    | 1736      | [ 87 ]                                                                             |
| 1719     | Evelyn Pierrepont, 1. Duke of Kingston upon Hull               | 1665    | 1726      | [ 87 ]                                                                             |
| 1719     | Charles Spencer, 3. Earl of Sunderland                         | 1674    | 1722      | [ 87 ]                                                                             |
| 1721     | Charles FitzRoy, 2. Duke of Grafton                            | 1683    | 1757      | [ 87 ]                                                                             |
| 1721     | Henry Clinton, 7. Earl of Lincoln                              | 1684    | 1728      | [ 87 ]                                                                             |
| 1722     | Charles Paulet, 3. Duke of Bolton                              | 1685    | 1754      | [ 87 ]                                                                             |
| 1722     | John Manners, 3. Duke of Rutland                               | 1696    | 1779      | [ 87 ]                                                                             |
| 1722     | John Ker, 1. Duke of Roxburghe                                 | um 1680 | 1741      | [ 87 ]                                                                             |
| 1724     | Richard Lumley, 2. Earl of Scarbrough                          | um 1688 | 1740      | [ 87 ]                                                                             |
| 1724     | Charles Townshend, 2. Viscount Townshend                       | 1674    | 1738      | [ 87 ]                                                                             |
| 1726     | Charles Lennox, 2. Duke of Richmond                            | 1701    | 1750      | [ 87 ]                                                                             |
| 1726     | Robert Walpole                                                 | 1676    | 1745      | später Earl of Orford                                                              |
| 1730     | William Augustus, Duke of Cumberland                           | 1721    | 1765      | [ 88 ]                                                                             |
| 1730     | Philip Stanhope, 4. Earl of Chesterfield                       | 1694    | 1773      | [ 88 ]                                                                             |
| 1730     | Richard Boyle, 3. Earl of Burlington                           | 1694    | 1753      | [ 88 ]                                                                             |
| 1733     | William IV., Prinz von Oranien                                 | 1711    | 1751      | [ 88 ]                                                                             |
| 1733     | William Cavendish, 3. Duke of Devonshire                       | 1698    | 1755      | [ 88 ]                                                                             |
| 1733     | Spencer Compton, 1. Earl of Wilmington                         | um 1674 | 1743      | [ 88 ]                                                                             |
| 1738     | William Capell, 3. Earl of Essex                               | 1697    | 1743      | [ 88 ]                                                                             |
| 1738     | James Waldegrave, 1. Earl Waldegrave                           | 1684    | 1741      | [ 88 ]                                                                             |
| 1741     | Friedrich II., Landgraf von Hessen-Kassel                      | 1720    | 1785      | [ 88 ]                                                                             |
| 1741     | Charles Beauclerk, 2. Duke of St. Albans                       | 1696    | 1751      | [ 88 ]                                                                             |
| 1741     | Charles Spencer, 3. Duke of Marlborough                        | 1706    | 1758      | [ 88 ]                                                                             |
| 1741     | Evelyn Pierrepont, 2. Duke of Kingston upon Hull               | 1711    | 1773      | [ 89 ]                                                                             |
| 1741     | William Bentinck, 2. Duke of Portland                          | 1709    | 1762      | [ 89 ]                                                                             |
| 1741     | Friedrich III., Herzog von Sachsen-Gotha-Altenburg             | 1699    | 1772      | [ 89 ]                                                                             |
| 1745     | Johann Adolf II., Herzog von Sachsen-Weißenfels                | 1685    | 1746      | Nicht in den Orden eingeführt                                                      |
| 1749     | George William Frederick                                       | 1738    | 1820      | später Georg III., König von Großbritannien                                        |
| 1749     | Karl Wilhelm Friedrich, Markgraf von Brandenburg-Ansbach       | 1712    | 1757      | [ 89 ]                                                                             |
| 1749     | Thomas Osborne, 4. Duke of Leeds                               | 1713    | 1789      | [ 89 ]                                                                             |
| 1749     | John Russell, 4. Duke of Bedford                               | 1710    | 1771      | [ 89 ]                                                                             |
| 1749     | Willem van Keppel, 2. Earl of Albemarle                        | 1702    | 1754      | [ 89 ]                                                                             |
| 1749     | John Carteret, 2. Earl Granville                               | 1690    | 1763      | [ 89 ]                                                                             |
| 1752     | Prince Edward Augustus                                         | 1739    | 1767      | später Duke of York and Albany                                                     |
| 1752     | Wilhelm V., Prinz von Oranien                                  | 1748    | 1806      | [ 89 ]                                                                             |
| 1752     | Henry Pelham-Clinton, 9. Earl of Lincoln                       | 1720    | 1794      | später Duke of Newcastle-under-Lyne                                                |
| 1752     | Daniel Finch, 8. Earl of Winchilsea                            | 1689    | 1769      | [ 90 ]                                                                             |
| 1752     | George Montagu, 4. Earl of Cardigan                            | 1712    | 1790      | später Duke of Montagu                                                             |
| 1756     | William Cavendish, 4. Duke of Devonshire                       | 1720    | 1764      | [ 90 ]                                                                             |
| 1756     | Henry Howard, 4. Earl of Carlisle                              | 1684    | 1758      | [ 90 ]                                                                             |
| 1756     | Hugh Percy, 2. Earl of Northumberland                          | um 1714 | 1786      | später Duke of Northumberland                                                      |
| 1756     | Francis Seymour-Conway, 1. Earl of Hertford                    | 1718    | 1794      | später Marquess of Hertford                                                        |
| 1757     | James Waldegrave, 2. Earl Waldegrave                           | 1715    | 1763      | [ 90 ]                                                                             |
| 1759     | Ferdinand von Braunschweig                                     | 1721    | 1792      | [ 90 ]                                                                             |
| 1760     | Charles Watson-Wentworth, 2. Marquess of Rockingham            | 1730    | 1782      | [ 90 ]                                                                             |
| 1760     | Richard Grenville-Temple, 2. Earl Temple                       | 1711    | 1779      | [ 90 ]                                                                             |
| 1762     | Prince William Henry                                           | 1743    | 1805      | später Duke of Gloucester and Edinburgh                                            |
| 1762     | John Stuart, 3. Earl of Bute                                   | 1713    | 1792      | [ 91 ]                                                                             |
| 1764     | Adolf Friedrich IV., Herzog von Mecklenburg-Strelitz           | 1738    | 1794      | [ 91 ]                                                                             |
| 1764     | George Montague-Dunk, 2. Earl of Halifax                       | 1716    | 1771      | Nicht in den Orden eingeführt                                                      |
| 1765     | George Augustus Frederick, Prince of Wales                     | 1762    | 1830      | später Georg IV., König von Großbritannien                                         |
| 1765     | Karl Wilhelm Ferdinand, Erbprinz von Braunschweig-Wolfenbüttel | 1735    | 1806      | später Herzog von Braunschweig-Wolfenbüttel                                        |
| 1765     | George Keppel, 3. Earl of Albemarle                            | 1724    | 1772      | [ 91 ]                                                                             |
| 1767     | Prince Henry Frederick                                         | 1745    | 1790      | später Duke of Cumberland and Strathearn                                           |
| 1768     | George Spencer, 4. Duke of Marlborough                         | 1739    | 1817      | [ 91 ]                                                                             |
| 1769     | Augustus FitzRoy, 3. Duke of Grafton                           | 1735    | 1811      | [ 91 ]                                                                             |
| 1771     | Granville Leveson-Gower, Viscount Trentham                     | 1721    | 1803      | später Marquess of Stafford                                                        |
| 1771     | Prince Frederick Augustus                                      | 1763    | 1827      | später Duke of York and Albany                                                     |
| 1772     | Frederick North                                                | 1732    | 1792      | Nicht in den Orden eingeführt; später Earl of Guilford                             |
| 1778     | Henry Howard, 12. Earl of Suffolk                              | 1739    | 1779      | Nicht in den Orden eingeführt                                                      |
| 1778     | William Nassau de Zuylestein, 4. Earl of Rochford              | 1717    | 1781      | Nicht in den Orden eingeführt                                                      |
| 1778     | Thomas Thynne, 3. Viscount Weymouth                            | 1734    | 1796      | Nicht in den Orden eingeführt; später Marquess of Bath                             |
| 1782     | Prince William Henry                                           | 1765    | 1837      | später Duke of Clarence and St. Andrews, dann König Wilhelm IV. von Großbritannien |
| 1782     | Charles Lennox, 3. Duke of Richmond                            | 1735    | 1806      | [ 92 ]                                                                             |
| 1782     | William Cavendish, 5. Duke of Devonshire                       | 1748    | 1811      | [ 92 ]                                                                             |
| 1782     | William Petty, 2. Earl of Shelburne                            | 1737    | 1805      | später Marquess of Lansdowne                                                       |
| 1782     | Charles Manners, 4. Duke of Rutland                            | 1754    | 1787      | Nicht in den Orden eingeführt                                                      |
| 1786     | Prince Edward Augustus                                         | 1767    | 1820      | später Duke of Kent and Strathearn                                                 |
| 1786     | Prince Ernest Augustus                                         | 1771    | 1851      | später Duke of Cumberland and Teviotdale und König von Hannover                    |
| 1786     | Prince Augustus Frederick                                      | 1773    | 1843      | später Duke of Sussex                                                              |
| 1786     | Prince Adolphus Frederick                                      | 1774    | 1850      | später Duke of Cambridge                                                           |
| 1786     | Wilhelm IX., Landgraf von Hessen-Kassel                        | 1743    | 1821      | später Kurfürst                                                                    |
| 1786     | Henry Somerset, 5. Duke of Beaufort                            | 1744    | 1803      | [ 93 ]                                                                             |
| 1786     | George Nugent-Temple-Grenville, 1. Marquess of Buckingham      | 1753    | 1813      | [ 93 ]                                                                             |
| 1786     | Charles Cornwallis, 2. Earl Cornwallis                         | 1738    | 1805      | später Marquess Cornwallis                                                         |
| 1788     | John Sackville, 3. Duke of Dorset                              | 1745    | 1799      | Nicht in den Orden eingeführt                                                      |
| 1788     | Hugh Percy, 2. Duke of Northumberland                          | 1742    | 1817      | [ 93 ]                                                                             |
| 1790     | Ernst II., Herzog von Sachsen-Gotha-Altenburg                  | 1745    | 1804      | Investitur 1791                                                                    |
| 1790     | Francis Godolphin Osborne, 5. Duke of Leeds                    | 1751    | 1799      | Nicht in den Orden eingeführt                                                      |
| 1790     | John Pitt, 2. Earl of Chatham                                  | 1756    | 1835      | [ 94 ]                                                                             |
| 1793     | James Cecil, 1. Marquess of Salisbury                          | 1748    | 1823      | [ 94 ]                                                                             |
| 1793     | John Fane, 10. Earl of Westmorland                             | 1759    | 1841      | [ 94 ]                                                                             |
| 1793     | Frederick Howard, 5. Earl of Carlisle                          | 1748    | 1825      | [ 94 ]                                                                             |
| 1794     | Henry Scott, 3. Duke of Buccleuch                              | 1746    | 1812      | [ 94 ]                                                                             |
| 1794     | Prince William Frederick                                       | 1776    | 1834      | später Duke of Gloucester and Edinburgh                                            |
| 1794     | William Henry Cavendish-Bentinck, 3. Duke of Portland          | 1738    | 1809      | [ 94 ]                                                                             |
| 1797     | Richard Howe, 1. Earl Howe                                     | 1726    | 1799      | Nicht in den Orden eingeführt                                                      |
| 1799     | George John Spencer, 2. Earl Spencer                           | 1758    | 1834      | [ 94 ]                                                                             |
| 1799     | John Jeffreys Pratt, 2. Earl Camden                            | 1759    | 1840      | später Marquess Camden                                                             |

## 19. Jahrhundert
| Aufnahme | Name                                                                               | Geboren | Gestorben | Bemerkungen                                           |
| -------- | ---------------------------------------------------------------------------------- | ------- | --------- | ----------------------------------------------------- |
| 1801     | John Ker, 3. Duke of Roxburghe                                                     | 1740    | 1804      | [ 94 ]                                                |
| 1803     | John Manners, 5. Duke of Rutland                                                   | 1778    | 1857      | [ 94 ]                                                |
| 1803     | Philip Yorke, 3. Earl of Hardwicke                                                 | 1757    | 1834      | [ 95 ]                                                |
| 1805     | Henry Somerset, 6. Duke of Beaufort                                                | 1766    | 1835      | [ 95 ]                                                |
| 1805     | John Hamilton, 1. Marquess of Abercorn                                             | 1756    | 1818      | [ 95 ]                                                |
| 1805     | George Herbert, 11. Earl of Pembroke                                               | 1759    | 1827      | [ 95 ] [ 96 ]                                         |
| 1805     | George Finch, 9. Earl of Winchilsea                                                | 1752    | 1826      | [ 95 ]                                                |
| 1805     | Philip Stanhope, 5. Earl of Chesterfield                                           | 1755    | 1815      | [ 95 ]                                                |
| 1805     | George Legge, 3. Earl of Dartmouth                                                 | 1755    | 1810      | [ 95 ]                                                |
| 1806     | George Leveson-Gower, 2. Marquess of Stafford                                      | 1758    | 1833      | später Duke of Sutherland                             |
| 1807     | Francis Seymour-Conway, 2. Marquess of Hertford                                    | 1743    | 1822      | [ 95 ]                                                |
| 1807     | William Lowther, 1. Earl of Lonsdale                                               | 1757    | 1844      | [ 95 ]                                                |
| 1810     | Richard Wellesley, 1. Marquess Wellesley                                           | 1760    | 1842      | [ 95 ]                                                |
| 1812     | Charles Lennox, 4. Duke of Richmond                                                | 1764    | 1819      | [ 95 ]                                                |
| 1812     | James Graham, 3. Duke of Montrose                                                  | 1755    | 1836      | [ 95 ]                                                |
| 1812     | Francis Rawdon-Hastings 2. Earl of Moira                                           | 1754    | 1826      | später Marquess of Hastings                           |
| 1812     | Henry Pelham-Clinton, 4. Duke of Newcastle-under-Lyne                              | 1785    | 1851      | [ 97 ]                                                |
| 1813     | Arthur Wellesley, 1. Marquess of Wellington                                        | 1769    | 1852      | später Duke of Wellington                             |
| 1813     | Alexander I., Zar von Russland                                                     | 1777    | 1825      | [ 97 ]                                                |
| 1814     | Ludwig XVIII., König von Frankreich                                                | 1755    | 1824      | [ 97 ]                                                |
| 1814     | Franz I., Kaiser von Österreich                                                    | 1768    | 1835      | [ 97 ]                                                |
| 1814     | Friedrich Wilhelm III., König von Preußen                                          | 1770    | 1840      | [ 97 ]                                                |
| 1814     | Robert Jenkinson, 2. Earl of Liverpool                                             | 1770    | 1828      | [ 97 ]                                                |
| 1814     | Robert Stewart, Viscount Castlereagh                                               | 1769    | 1822      | später Marquess of Londonderry                        |
| 1814     | Ferdinand VII., König von Spanien                                                  | 1784    | 1833      | Investitur 1815                                       |
| 1814     | Wilhelm VI., Prinz von Oranien                                                     | 1772    | 1843      | später Wilhelm I., König der Niederlande              |
| 1816     | Leopold Georg Friederich, Herzog von Sachsen-Coburg-Saalfeld                       | 1790    | 1865      | später Leopold I., König der Belgier                  |
| 1817     | Henry Bathurst, 3. Earl Bathurst                                                   | 1762    | 1834      | [ 98 ]                                                |
| 1818     | Henry Paget, 1. Marquess of Anglesey                                               | 1768    | 1854      | [ 98 ]                                                |
| 1819     | Hugh Percy, 3. Duke of Northumberland                                              | 1785    | 1847      | [ 98 ]                                                |
| 1820     | Richard Temple-Nugent-Brydges-Chandos-Grenville, 2. Marquess of Buckingham         | 1776    | 1839      | später Duke of Buckingham                             |
| 1822     | Friedrich VI., König von Dänemark und Norwegen                                     | 1768    | 1839      | [ 98 ]                                                |
| 1822     | Johann VI., König von Portugal                                                     | 1767    | 1826      | Investitur 1823                                       |
| 1822     | George Cholmondeley, 1. Marquess of Cholmondeley                                   | 1749    | 1827      | [ 98 ]                                                |
| 1822     | Francis Seymour-Conway, 3. Marquess of Hertford                                    | 1777    | 1842      | [ 99 ]                                                |
| 1823     | Thomas Thynne, 2. Marquess of Bath                                                 | 1765    | 1837      | [ 99 ]                                                |
| 1825     | Karl X., König von Frankreich                                                      | 1757    | 1836      | [ 99 ]                                                |
| 1826     | Charles Sackville-Germain, 5. Duke of Dorset                                       | 1767    | 1843      | [ 99 ]                                                |
| 1827     | Nikolaus I., Zar von Russland                                                      | 1796    | 1855      | [ 99 ]                                                |
| 1827     | George Osborne, 6. Duke of Leeds                                                   | 1775    | 1838      | [ 99 ]                                                |
| 1827     | William Cavendish, 6. Duke of Devonshire                                           | 1790    | 1858      | [ 99 ]                                                |
| 1827     | Brownlow Cecil, 2. Marquess of Exeter                                              | 1795    | 1867      | [ 99 ]                                                |
| 1829     | Charles Gordon-Lennox, 5. Duke of Richmond                                         | 1791    | 1860      | [ 99 ]                                                |
| 1829     | George Ashburnham, 3. Earl of Ashburnham                                           | 1760    | 1830      | [ 99 ]                                                |
| 1830     | Bernhard II., Herzog von Sachsen-Meiningen                                         | 1800    | 1882      | [ 100 ]                                               |
| 1830     | Wilhelm I., König von Württemberg                                                  | 1781    | 1864      | [ 100 ]                                               |
| 1830     | John Russell, 6. Duke of Bedford                                                   | 1766    | 1839      | [ 100 ]                                               |
| 1831     | Charles Grey, 2. Earl Grey                                                         | 1764    | 1845      | [ 100 ]                                               |
| 1831     | Wilhelm, Herzog zu Braunschweig und Lüneburg                                       | 1806    | 1884      | [ 100 ]                                               |
| 1834     | Bernard Howard, 12. Duke of Norfolk                                                | 1765    | 1842      | [ 100 ]                                               |
| 1834     | George FitzRoy, 4. Duke of Grafton                                                 | 1760    | 1844      | [ 100 ]                                               |
| 1835     | Walter Francis Montagu-Douglas-Scott, 5. Duke of Buccleuch                         | 1806    | 1884      | [ 100 ]                                               |
| 1835     | Prince George of Cumberland                                                        | 1819    | 1878      | später Georg V., König von Hannover                   |
| 1835     | Prince George of Cambridge                                                         | 1819    | 1904      | später Duke of Cambridge                              |
| 1836     | Alexander Hamilton, 10. Duke of Hamilton                                           | 1767    | 1852      | [ 101 ]                                               |
| 1836     | Henry Petty-Fitzmaurice, 3. Marquess of Lansdowne                                  | 1780    | 1863      | [ 101 ]                                               |
| 1837     | George Howard, 6. Earl of Carlisle                                                 | 1773    | 1848      | [ 101 ]                                               |
| 1837     | Edward St Maur, 11. Duke of Somerset                                               | 1775    | 1855      | [ 101 ]                                               |
| 1837     | Karl zu Leiningen                                                                  | 1804    | 1856      | [ 101 ]                                               |
| 1838     | Ernst I., Herzog von Sachsen-Coburg und Gotha                                      | 1784    | 1844      | [ 101 ]                                               |
| 1839     | Edward Smith-Stanley, 13. Earl of Derby                                            | 1775    | 1851      | [ 102 ]                                               |
| 1839     | William Vane, 1. Duke of Cleveland                                                 | 1766    | 1842      | [ 102 ]                                               |
| 1839     | Albert von Sachsen-Coburg und Gotha                                                | 1819    | 1861      | später Albert, Prince Consort                         |
| 1841     | George Sutherland-Leveson-Gower, 2. Duke of Sutherland                             | 1786    | 1861      | [ 102 ]                                               |
| 1841     | Robert Grosvenor, 1. Marquess of Westminster                                       | 1767    | 1845      | [ 102 ]                                               |
| 1842     | Friedrich Wilhelm IV., König von Preußen                                           | 1795    | 1861      | [ 102 ]                                               |
| 1842     | Friedrich August II., König von Sachsen                                            | 1797    | 1854      | [ 102 ]                                               |
| 1842     | Henry Somerset, 7. Duke of Beaufort                                                | 1792    | 1853      | [ 102 ]                                               |
| 1842     | Richard Temple-Nugent-Brydges-Chandos-Grenville, 2. Duke of Buckingham and Chandos | 1797    | 1861      | [ 102 ]                                               |
| 1842     | James Brownlow William Gascoyne-Cecil, 2. Marquess of Salisbury                    | 1791    | 1868      | [ 103 ]                                               |
| 1842     | Henry Vane, 2. Duke of Cleveland                                                   | 1788    | 1864      | [ 103 ] [ 104 ]                                       |
| 1844     | Louis Philippe, König der Franzosen                                                | 1773    | 1850      | [ 103 ]                                               |
| 1844     | Ernst II., Herzog von Sachsen-Coburg und Gotha                                     | 1818    | 1893      | [ 103 ]                                               |
| 1844     | Thomas Philip de Grey, 2. Earl de Grey                                             | 1781    | 1859      |                                                       |
| 1844     | James Hamilton, 2. Marquess of Abercorn                                            | 1811    | 1885      | später Duke of Abercorn                               |
| 1844     | Charles Chetwynd-Talbot, 2. Earl Talbot                                            | 1777    | 1849      | [ 103 ] [ 105 ]                                       |
| 1844     | Edward Herbert, 2. Earl of Powis                                                   | 1785    | 1848      | [ 103 ]                                               |
| 1846     | George Pratt, 2. Marquess Camden                                                   | 1799    | 1866      | [ 106 ] [ 107 ]                                       |
| 1846     | Richard Seymour-Conway, 4. Marquess of Hertford                                    | 1800    | 1870      | [ 106 ]                                               |
| 1847     | Francis Russell, 7. Duke of Bedford                                                | 1788    | 1861      | [ 106 ]                                               |
| 1848     | Henry Charles Howard, 13. Duke of Norfolk                                          | 1791    | 1856      | [ 106 ]                                               |
| 1849     | George Villiers, 4. Earl of Clarendon                                              | 1800    | 1870      | [ 106 ]                                               |
| 1849     | Frederick Spencer, 4. Earl Spencer                                                 | 1798    | 1857      | [ 106 ]                                               |
| 1851     | Constantine Phipps, 1. Marquess of Normanby                                        | 1797    | 1863      | [ 106 ]                                               |
| 1851     | Charles Wentworth-Fitzwilliam, 5. Earl Fitzwilliam                                 | 1786    | 1857      | [ 106 ]                                               |
| 1853     | Algernon Percy, 4. Duke of Northumberland                                          | 1792    | 1865      | [ 106 ]                                               |
| 1853     | Charles Vane, 3. Marquess of Londonderry                                           | 1778    | 1854      | [ 108 ]                                               |
| 1855     | George Howard, 7. Earl of Carlisle                                                 | 1802    | 1864      | [ 108 ]                                               |
| 1855     | Francis Egerton, 1. Earl of Ellesmere                                              | 1800    | 1857      | [ 108 ]                                               |
| 1855     | George Hamilton-Gordon, 4. Earl of Aberdeen                                        | 1784    | 1860      | [ 108 ]                                               |
| 1855     | Napoléon III., Kaiser der Franzosen                                                | 1808    | 1873      | [ 108 ]                                               |
| 1855     | Viktor Emanuel II., König von Sardinien                                            | 1820    | 1878      | später König von Italien                              |
| 1856     | Hugh Fortescue, 2. Earl Fortescue                                                  | 1783    | 1861      | [ 108 ]                                               |
| 1856     | Henry John Temple, 3. Viscount Palmerston                                          | 1784    | 1865      | [ 108 ]                                               |
| 1856     | Abdülmecid I., Sultan des Osmanischen Reichs                                       | 1823    | 1861      | [ 108 ]                                               |
| 1857     | Granville Leveson-Gower, 2. Earl Granville                                         | 1815    | 1891      | [ 109 ]                                               |
| 1857     | Richard Grosvenor, 2. Marquess of Westminster                                      | 1795    | 1869      | [ 109 ]                                               |
| 1858     | Friedrich Wilhelm Nikolaus Karl, Kronprinz von Preußen                             | 1831    | 1888      | später Kaiser Friedrich III.                          |
| 1858     | Arthur Wellesley, 2. Duke of Wellington                                            | 1807    | 1884      | [ 109 ]                                               |
| 1858     | William Cavendish, 7. Duke of Devonshire                                           | 1808    | 1891      | [ 109 ]                                               |
| 1858     | Pedro V., König von Portugal                                                       | 1837    | 1861      | [ 109 ]                                               |
| 1858     | Albert Edward, Prince of Wales                                                     | 1841    | 1910      | später Eduard VII., König von Großbritannien          |
| 1859     | Dudley Ryder, 2. Earl of Harrowby                                                  | 1798    | 1882      | [ 109 ]                                               |
| 1859     | Edward Smith-Stanley, 14. Earl of Derby                                            | 1799    | 1869      | [ 109 ]                                               |
| 1860     | Henry Pelham-Clinton, 5. Duke of Newcastle                                         | 1811    | 1864      | [ 110 ]                                               |
| 1861     | Wilhelm I., König von Preußen                                                      | 1797    | 1888      | später Kaiser Wilhelm I.                              |
| 1862     | Charles Canning, 1. Earl Canning                                                   | 1812    | 1862      | [ 110 ]                                               |
| 1862     | Edward St. Maur, 12. Duke of Somerset                                              | 1804    | 1885      | [ 110 ]                                               |
| 1862     | John Russell, 1. Earl Russell                                                      | 1792    | 1878      | [ 110 ]                                               |
| 1862     | Anthony Ashley-Cooper, 7. Earl of Shaftesbury                                      | 1801    | 1885      | [ 110 ]                                               |
| 1862     | William Wentworth-Fitzwilliam, 6. Earl Fitzwilliam                                 | 1815    | 1902      | [ 110 ] [ 111 ]                                       |
| 1862     | Prinz Ludwig von Hessen und bei Rhein                                              | 1837    | 1892      | später Großherzog Ludwig IV. von Hessen               |
| 1862     | Friedrich Wilhelm, Großherzog von Mecklenburg-Strelitz                             | 1819    | 1904      | [ 110 ]                                               |
| 1863     | Prinz Alfred Ernst Albert von Sachsen-Coburg und Gotha                             | 1844    | 1900      | später Herzog von Sachsen-Coburg und Gotha            |
| 1863     | Henry Grey, 3. Earl Grey                                                           | 1802    | 1894      | [ 112 ]                                               |
| 1864     | George Sutherland-Leveson-Gower, 3. Duke of Sutherland                             | 1828    | 1892      | [ 112 ]                                               |
| 1864     | George Brudenell-Bruce, 2. Marquess of Ailesbury                                   | 1804    | 1878      | [ 112 ]                                               |
| 1864     | Henry Petty-Fitzmaurice, 4. Marquess of Lansdowne                                  | 1816    | 1866      | [ 112 ]                                               |
| 1865     | John Spencer, 5. Earl Spencer                                                      | 1835    | 1910      | [ 112 ]                                               |
| 1865     | Harry Powlett, 4. Duke of Cleveland                                                | 1803    | 1891      | [ 112 ]                                               |
| 1865     | Luis I., König von Portugal                                                        | 1838    | 1889      | [ 112 ]                                               |
| 1865     | Christian IX., König von Denmark                                                   | 1818    | 1906      | [ 113 ]                                               |
| 1865     | Ludwig III., Großherzog von Hessen und bei Rhein                                   | 1806    | 1877      | [ 113 ]                                               |
| 1865     | Francis Cowper, 7. Earl Cowper                                                     | 1834    | 1905      | [ 113 ]                                               |
| 1866     | Henry Wellesley, 1. Earl Cowley                                                    | 1804    | 1884      | [ 113 ]                                               |
| 1866     | Leopold II., König der Belgier                                                     | 1835    | 1909      | [ 113 ]                                               |
| 1866     | Christian von Schleswig-Holstein                                                   | 1831    | 1917      | [ 113 ]                                               |
| 1867     | Charles Gordon-Lennox, 6. Duke of Richmond                                         | 1818    | 1903      | [ 113 ]                                               |
| 1867     | Charles Manners, 6. Duke of Rutland                                                | 1815    | 1888      | [ 113 ]                                               |
| 1867     | Henry Somerset, 8. Duke of Beaufort                                                | 1824    | 1899      | [ 113 ]                                               |
| 1867     | Prince Arthur William Patrick Albert                                               | 1850    | 1942      | später Duke of Connaught and Strathearn               |
| 1867     | Franz Joseph, Kaiser von Österreich                                                | 1830    | 1916      | Ernennung 1915 annulliert                             |
| 1867     | Alexander II., Zar von Russland                                                    | 1818    | 1881      | [ 114 ]                                               |
| 1867     | Abdülaziz, Sultan des Osmanischen Reichs                                           | 1830    | 1876      | [ 114 ]                                               |
| 1868     | John Spencer-Churchill, 7. Duke of Marlborough                                     | 1822    | 1883      | [ 114 ]                                               |
| 1869     | Prince Leopold George Duncan Albert                                                | 1853    | 1884      | später Duke of Albany                                 |
| 1869     | Stratford Canning, 1. Viscount Stratford de Redcliffe                              | 1786    | 1880      | [ 114 ]                                               |
| 1869     | George Robinson, 2. Earl of Ripon                                                  | 1827    | 1909      | später Marquess of Ripon                              |
| 1870     | Hugh Grosvenor, 3. Marquess of Westminster                                         | 1825    | 1899      | später Duke of Westminster                            |
| 1871     | Peter II., Kaiser von Brasilien                                                    | 1825    | 1891      | [ 115 ]                                               |
| 1872     | Thomas Dundas, 2. Earl of Zetland                                                  | 1795    | 1873      | [ 115 ]                                               |
| 1873     | Naser ad-Din, Schah von Persien                                                    | 1831    | 1896      | [ 115 ]                                               |
| 1873     | Thomas Coke, 2. Earl of Leicester                                                  | 1822    | 1909      | [ 115 ]                                               |
| 1876     | Georg I., König der Hellenen                                                       | 1845    | 1913      | [ 115 ]                                               |
| 1877     | Prinz Wilhelm von Preußen                                                          | 1859    | 1941      | später Kaiser Wilhelm II, Ernennung 1915 annulliert   |
| 1878     | Umberto I., König von Italien                                                      | 1844    | 1900      | [ 115 ]                                               |
| 1878     | Ernst August, Kronprinz von Hannover                                               | 1845    | 1923      | Ernennung 1915 annulliert                             |
| 1878     | Benjamin Disraeli, 1. Earl of Beaconsfield                                         | 1804    | 1881      | [ 116 ]                                               |
| 1878     | Robert Gascoyne-Cecil, 3. Marquess of Salisbury                                    | 1830    | 1903      | [ 116 ]                                               |
| 1880     | Francis Russell, 9. Duke of Bedford                                                | 1819    | 1891      | [ 116 ]                                               |
| 1881     | Alexander III., Zar von Russland                                                   | 1845    | 1894      | [ 116 ]                                               |
| 1881     | Oskar II., König von Schweden und Norwegen                                         | 1829    | 1907      | [ 116 ]                                               |
| 1881     | Alfons XII., König von Spanien                                                     | 1857    | 1885      | [ 116 ]                                               |
| 1882     | Albert, König von Sachsen                                                          | 1828    | 1902      | [ 116 ]                                               |
| 1882     | Wilhelm III., König der Niederlande                                                | 1817    | 1890      | [ 116 ]                                               |
| 1883     | Augustus FitzRoy, 7. Duke of Grafton                                               | 1821    | 1918      | [ 117 ]                                               |
| 1883     | Prince Albert Victor of Wales                                                      | 1864    | 1892      | später Duke of Clarence and Avondale                  |
| 1884     | George Campbell, 8. Duke of Argyll                                                 | 1823    | 1900      | [ 117 ]                                               |
| 1884     | Edward Stanley, 15. Earl of Derby                                                  | 1826    | 1893      | [ 117 ]                                               |
| 1884     | Prince George of Wales                                                             | 1865    | 1936      | später Georg V., König von Großbritannien             |
| 1885     | John Wodehouse, 1. Earl of Kimberley                                               | 1826    | 1902      | [ 117 ]                                               |
| 1885     | William Compton, 4. Marquess of Northampton                                        | 1818    | 1897      | [ 117 ]                                               |
| 1885     | William Molyneux, 4. Earl of Sefton                                                | 1835    | 1897      | [ 117 ] [ 118 ]                                       |
| 1885     | Heinrich Moritz von Battenberg                                                     | 1858    | 1896      | [ 117 ]                                               |
| 1886     | Algernon Percy, 6. Duke of Northumberland                                          | 1810    | 1899      | [ 119 ]                                               |
| 1886     | William Nevill, 1. Marquess of Abergavenny                                         | 1826    | 1915      | [ 119 ]                                               |
| 1886     | Henry Fitzalan-Howard, 15. Duke of Norfolk                                         | 1847    | 1917      | [ 119 ]                                               |
| 1887     | Rudolf Franz Karl Joseph, Kronprinz von Österreich                                 | 1858    | 1889      | [ 119 ]                                               |
| 1888     | Charles Vane-Tempest-Stewart, 6. Marquess of Londonderry                           | 1852    | 1915      | [ 119 ]                                               |
| 1889     | Prinz Heinrich von Preußen                                                         | 1862    | 1929      | Ernennung 1915 annulliert                             |
| 1890     | Karl, König von Württemberg                                                        | 1823    | 1891      | [ 119 ]                                               |
| 1891     | Victor Emanuel, Prinz von Neapel                                                   | 1869    | 1947      | später König Victor Emanuel III. von Italien          |
| 1891     | John James Robert Manners, 7. Duke of Rutland                                      | 1818    | 1906      | [ 119 ]                                               |
| 1891     | George Cadogan, 5. Earl Cadogan                                                    | 1840    | 1915      | [ 120 ]                                               |
| 1892     | Prinz Ernst Ludwig von Hessen                                                      | 1868    | 1937      | 1892 Großherzog von Hessen, Ernennung 1915 annulliert |
| 1892     | Carol, König von Rumänien                                                          | 1839    | 1914      | [ 120 ]                                               |
| 1892     | Spencer Cavendish, 8. Duke of Devonshire                                           | 1833    | 1908      | [ 120 ]                                               |
| 1892     | James Hamilton, 2. Duke of Abercorn                                                | 1838    | 1913      | [ 120 ]                                               |
| 1892     | Archibald Philip Primrose, 5. Earl of Rosebery                                     | 1847    | 1929      | [ 120 ]                                               |
| 1893     | Großfürst Nikolaus Alexandrowitsch von Russland                                    | 1868    | 1918      | später Zar Nikolaus II.                               |
| 1894     | Gavin Campbell, 1. Marquess of Breadalbane                                         | 1851    | 1922      | [ 120 ]                                               |
| 1894     | Alfred von Sachsen-Coburg und Gotha                                                | 1874    | 1899      | [ 120 ]                                               |
| 1895     | Henry Petty-FitzMaurice, 5. Marquess of Lansdowne                                  | 1845    | 1927      | [ 121 ]                                               |
| 1895     | Carlos I., König von Portugal                                                      | 1863    | 1908      | [ 121 ]                                               |
| 1896     | Kronprinz Friedrich von Dänemark                                                   | 1843    | 1912      | später König Friedrich VIII. von Dänemark             |
| 1897     | Frederick Stanley, 16. Earl of Derby                                               | 1841    | 1908      | [ 121 ]                                               |
| 1897     | William Montagu-Douglas-Scott, 6. Duke of Buccleuch                                | 1831    | 1914      | [ 121 ]                                               |
| 1899     | Victor Bruce, 9. Earl of Elgin                                                     | 1849    | 1917      | [ 121 ]                                               |
| 1899     | Henry Percy, 7. Duke of Northumberland                                             | 1846    | 1918      | [ 121 ]                                               |
| 1900     | William Cavendish-Bentinck, 6. Duke of Portland                                    | 1857    | 1943      | [ 121 ]                                               |

## 20. Jahrhundert
| Aufnahme | Name                                                       | Geboren | Gestorben | Bemerkungen |
| -------- | ---------------------------------------------------------- | ------- | --------- | --- |
| 1901     | Frederick Sleigh Roberts, 1. Baron Roberts                 | 1832    | 1914      | später 1. Earl Roberts                                                                                         |
| 1901     | Kronprinz Wilhelm von Preußen                              | 1882    | 1951      | Stranger Knight Companion of the Garter, Ernennung 1915 annulliert                                             |
| 1901     | Alexandra von Dänemark                                     | 1844    | 1925      | Royal Lady of the Garter                                                                                       |
| 1902     | Alfons XIII., König von Spanien                            | 1886    | 1941      | Stranger Knight Companion of the Garter                                                                        |
| 1902     | Herbrand Russell, 11. Duke of Bedford                      | 1858    | 1940      | [ 122 ] |
| 1902     | Charles Spencer-Churchill, 9. Duke of Marlborough          | 1871    | 1934      | [ 122 ] |
| 1902     | Michail Alexandrowitsch Romanow, Großfürst von Russland    | 1878    | 1918      | [ 122 ] |
| 1902     | Franz Ferdinand von Österreich-Este                        | 1863    | 1914      | Stranger Knight Companion of the Garter                                                                        |
| 1902     | Emanuel Philibert von Savoyen, 2. Herzog von Aosta         | 1869    | 1931      | Stranger Knight Companion of the Garter                                                                        |
| 1902     | Luis Filipe, Kronprinz von Portugal                        | 1887    | 1908      | Stranger Knight Companion of the Garter                                                                        |
| 1902     | Carl Eduard, Herzog von Sachsen-Coburg und Gotha           | 1884    | 1954      | Stranger Knight Companion of the Garter, Ernennung 1915 annulliert                                             |
| 1902     | Arthur of Connaught                                        | 1883    | 1938      | Royal Knight Companion of the Garter                                                                           |
| 1902     | Arthur Wellesley, 4. Duke of Wellington                    | 1849    | 1934      | [ 123 ] |
| 1902     | Cromartie Sutherland-Leveson-Gower, 4. Duke of Sutherland  | 1851    | 1913      | [ 123 ] |
| 1903     | Mozaffar ad-Din, Schah von Persien                         | 1853    | 1907      | [ 123 ] |
| 1904     | Wilhelm II., König von Württemberg                         | 1848    | 1921      | Stranger Knight Companion of the Garter, Ernennung 1915 annulliert                                             |
| 1905     | Gustav, Kronprinz von Schweden                             | 1858    | 1950      | Stranger Knight Companion of the Garter, später König Gustav V.                                                |
| 1905     | Charles Gordon-Lennox, 7. Duke of Richmond                 | 1845    | 1928      | |
| 1905     | Meiji, Kaiser von Japan                                    | 1852    | 1912      | Stranger Knight Companion of the Garter                                                                        |
| 1906     | Friedrich I., Großherzog von Baden                         | 1826    | 1907      | Stranger Knight Companion of the Garter                                                                        |
| 1906     | Robert Wynn-Carington, 1. Earl Carrington                  | 1843    | 1928      | später 1. Marquess of Lincolnshire                                                                             |
| 1906     | Håkon VII., König von Norwegen                             | 1872    | 1957      | Stranger Knight Companion of the Garter                                                                        |
| 1908     | Robert Crewe-Milnes, 1. Marquess of Crewe                  | 1858    | 1945      | später 1. Marquess of Crewe                                                                                    |
| 1908     | William Compton, 5. Marquess of Northampton                | 1851    | 1913      | |
| 1909     | John Lambton, 3. Earl of Durham                            | 1855    | 1928      | |
| 1909     | William Palmer, 2. Earl of Selborne                        | 1859    | 1942      | |
| 1909     | Manuel II., König von Portugal                             | 1889    | 1932      | Stranger Knight Companion of the Garter                                                                        |
| 1910     | Maria von Teck                                             | 1867    | 1953      | Royal Lady of the Garter                                                                                       |
| 1910     | Gilbert Elliot-Murray-Kynynmound, 4. Earl of Minto         | 1845    | 1914      | |
| 1911     | Luitpold von Bayern                                        | 1821    | 1912      | Stranger Knight Companion of the Garter                                                                        |
| 1911     | Edward, Prince of Wales                                    | 1894    | 1972      | Royal Knight Companion of the Garter, später Eduard VIII., König von Großbritannien (1936: Ordenssouverän)     |
| 1911     | Adolf Friedrich V., Großherzog von Mecklenburg-Strelitz    | 1848    | 1914      | |
| 1911     | John Campbell, 9. Duke of Argyll                           | 1845    | 1914      | |
| 1911     | Alexander Duff, 1. Duke of Fife                            | 1849    | 1912      | |
| 1912     | Yoshihito, Kaiser von Japan                                | 1879    | 1926      | Stranger Knight Companion of the Garter                                                                        |
| 1912     | Edward Grey                                                | 1862    | 1933      | später 1. Viscount Grey of Fallodon                                                                            |
| 1913     | Charles Spencer, 6. Earl Spencer                           | 1857    | 1922      | |
| 1914     | Christian X., König von Dänemark                           | 1870    | 1947      | Stranger Knight Companion of the Garter                                                                        |
| 1914     | William Lygon, 7. Earl Beauchamp                           | 1872    | 1938      | |
| 1914     | Albert I., König der Belgier                               | 1875    | 1934      | Stranger Knight Companion of the Garter                                                                        |
| 1915     | Edward Stanley, 17. Earl of Derby                          | 1865    | 1948      | |
| 1915     | Edwyn Scudamore-Stanhope, 10. Earl of Chesterfield         | 1854    | 1933      | |
| 1915     | Herbert Kitchener, 1. Earl Kitchener of Khartoum           | 1850    | 1916      | |
| 1916     | George Curzon, 1. Marquess Curzon of Kedleston             | 1859    | 1925      | später 1. Marquess Curzon of Kedleston                                                                         |
| 1916     | Victor Cavendish, 9. Duke of Devonshire                    | 1868    | 1938      | |
| 1916     | Charles Hardinge, 1. Baron Hardinge of Penshurst           | 1858    | 1944      | |
| 1916     | Prince Albert Frederick Arthur George                      | 1895    | 1952      | Royal Knight Companion of the Garter, später König Georg VI. von Großbritannien (1936–1952: Ordenssouverän)    |
| 1917     | James Gascoyne-Cecil, 4. Marquess of Salisbury             | 1861    | 1947      | |
| 1917     | Thomas Thynne, 5. Marquess of Bath                         | 1862    | 1946      | |
| 1918     | Henry Manners, 8. Duke of Rutland                          | 1852    | 1925      | |
| 1919     | Charles Vane-Tempest-Stewart, 7. Marquess of Londonderry   | 1878    | 1949      | |
| 1921     | Alfred Milner, 1. Viscount Milner                          | 1854    | 1925      | |
| 1921     | Prince Henry                                               | 1900    | 1974      | Royal Knight Companion of the Garter, später Duke of Gloucester                                                |
| 1922     | Henry Lascelles, Viscount Lascelles                        | 1882    | 1947      | später 1. Earl of Harewood                                                                                     |
| 1922     | Arthur James Balfour, 1. Earl of Balfour                   | 1848    | 1930      | |
| 1923     | Prince George                                              | 1902    | 1942      | Royal Knight Companion of the Garter, später Duke of Kent                                                      |
| 1924     | Ferdinand, König von Rumänien                              | 1865    | 1927      | Stranger Knight Companion of the Garter                                                                        |
| 1925     | Edmund Fitzalan-Howard, 1. Viscount FitzAlan of Derwent    | 1855    | 1947      | |
| 1925     | Alan Percy, 8. Duke of Northumberland                      | 1880    | 1930      | |
| 1925     | Herbert Henry Asquith, 1. Earl of Oxford and Asquith       | 1852    | 1928      | |
| 1925     | Austen Chamberlain                                         | 1863    | 1937      | |
| 1928     | Alexander Cambridge, 1. Earl of Athlone                    | 1874    | 1957      | |
| 1928     | James Hamilton, 3. Duke of Abercorn                        | 1869    | 1953      | |
| 1928     | William Grenfell, 1. Baron Desborough                      | 1855    | 1945      | |
| 1928     | Hugh Lowther, 5. Earl of Lonsdale                          | 1857    | 1944      | |
| 1929     | Hirohito, Kaiser von Japan                                 | 1901    | 1989      | Stranger Knight Companion of the Garter, degradiert 1941; wieder eingesetzt 1971                               |
| 1929     | Aldred Lumley, 10. Earl of Scarborough                     | 1857    | 1945      | |
| 1931     | Edward Wood, 1. Baron Irwin                                | 1881    | 1959      | später 1. Earl of Halifax                                                                                      |
| 1933     | Victor Bulwer-Lytton, 2. Earl of Lytton                    | 1876    | 1947      | |
| 1934     | James Stanhope, 7. Earl Stanhope                           | 1880    | 1967      | |
| 1935     | Charles Pelham, 4. Earl of Yarborough                      | 1859    | 1936      | |
| 1935     | Leopold III., König der Belgier                            | 1901    | 1983      | Stranger Knight Companion of the Garter                                                                        |
| 1936     | Elizabeth Bowes-Lyon                                       | 1900    | 2002      | Royal Lady of the Garter                                                                                       |
| 1937     | George Villiers, 6. Earl of Clarendon                      | 1877    | 1955      | |
| 1937     | Bernard Fitzalan-Howard, 16. Duke of Norfolk               | 1908    | 1975      | |
| 1937     | William Cecil, 5. Marquess of Exeter                       | 1876    | 1956      | |
| 1937     | Claude Bowes-Lyon, 14. Earl of Strathmore and Kinghorne    | 1855    | 1944      | |
| 1937     | Henry Somerset, 10. Duke of Beaufort                       | 1900    | 1984      | |
| 1937     | Stanley Baldwin, 1. Earl Baldwin of Bewdley                | 1867    | 1947      | |
| 1938     | Georg II., König der Hellenen                              | 1890    | 1947      | Stranger Knight Companion of the Garter                                                                        |
| 1938     | Carol II., König von Rumänien                              | 1893    | 1953      | Stranger Knight Companion of the Garter                                                                        |
| 1939     | Paul von Jugoslawien                                       | 1893    | 1976      | Stranger Knight Companion of the Garter                                                                        |
| 1942     | Edward Cavendish, 10. Duke of Devonshire                   | 1895    | 1950      | |
| 1942     | Lawrence Dundas, 2. Marquess of Zetland                    | 1876    | 1961      | |
| 1943     | Victor Hope, 2. Marquess of Linlithgow                     | 1887    | 1952      | |
| 1944     | Wilhelmina, Königin der Niederlande                        | 1880    | 1962      | Stranger Lady of the Garter                                                                                    |
| 1946     | Christopher Addison, 1. Viscount Addison                   | 1869    | 1951      | |
| 1946     | Robert Gascoyne-Cecil, 5. Marquess of Salisbury            | 1893    | 1972      | |
| 1946     | Louis Mountbatten, 1. Viscount Mountbatten of Burma        | 1900    | 1979      | später 1. Earl Mountbatten of Burma                                                                            |
| 1946     | Alan Brooke, 1. Viscount Alanbrooke                        | 1883    | 1963      | |
| 1946     | Charles Portal, 1. Viscount Portal of Hungerford           | 1893    | 1971      | |
| 1946     | Harold Alexander, 1. Viscount Alexander of Tunis           | 1891    | 1969      | später 1. Earl Alexander of Tunis                                                                              |
| 1946     | Bernard Montgomery, 1. Viscount Montgomery of Alamein      | 1887    | 1976      | |
| 1947     | Princess Elizabeth                                         | 1926    | 2022      | Royal Lady of the Garter, später Königin Elisabeth II. von Großbritannien (1952–2022: Ordenssouverän)          |
| 1947     | Philip, Duke of Edinburgh                                  | 1921    | 2021      | Royal Knight Companion of the Garter                                                                           |
| 1948     | William Cavendish-Bentinck, 7. Duke of Portland            | 1893    | 1977      | |
| 1948     | William Ormsby-Gore, 4. Baron Harlech                      | 1885    | 1964      | |
| 1948     | Lawrence Lumley, 11. Earl of Scarbrough                    | 1896    | 1969      | |
| 1948     | Bertram Gurdon, 2. Baron Cranworth                         | 1877    | 1964      | |
| 1949     | Gerald Wellesley, 7. Duke of Wellington                    | 1885    | 1972      | |
| 1951     | Hugh Fortescue, 5. Earl Fortescue                          | 1888    | 1958      | |
| 1951     | Wentworth Beaumont, 2. Viscount Allendale                  | 1890    | 1956      | |
| 1951     | Friedrich IX., König von Dänemark                          | 1899    | 1972      | Stranger Knight Companion of the Garter                                                                        |
| 1952     | William Leveson-Gower, 4. Earl Granville                   | 1880    | 1953      | |
| 1953     | Winston Churchill                                          | 1874    | 1965      | ehemaliger Premierminister des Vereinigten Königreichs                                                         |
| 1954     | Gustav VI. Adolf, König von Schweden                       | 1882    | 1973      | Stranger Knight Companion of the Garter                                                                        |
| 1954     | Haile Selassie, Kaiser von Äthiopien                       | 1892    | 1975      | Stranger Knight Companion of the Garter                                                                        |
| 1954     | Anthony Eden                                               | 1897    | 1977      | ehemaliger Premierminister des Vereinigten Königreichs, später 1. Earl of Avon                                 |
| 1955     | Rupert Guinness, 2. Earl of Iveagh                         | 1874    | 1967      | |
| 1956     | Clement Attlee, 1. Earl Attlee                             | 1883    | 1967      | ehemaliger Premierminister des Vereinigten Königreichs                                                         |
| 1957     | Hastings Ismay, 1. Baron Ismay                             | 1887    | 1965      | |
| 1957     | Michael Guy Percival Willoughby, 11. Baron Middleton       | 1887    | 1970      | |
| 1958     | Juliana, Königin der Niederlande                           | 1909    | 2004      | Stranger Lady of the Garter                                                                                    |
| 1958     | Prince Charles, Duke of Cornwall                           | 1948    |           | Royal Knight Companion of the Garter, später König Charles III. von Großbritannien (seit 2022: Ordenssouverän) |
| 1959     | William Slim                                               | 1891    | 1970      | später 1. Viscount Slim                                                                                        |
| 1959     | Hugh Percy, 10. Duke of Northumberland                     | 1914    | 1988      | |
| 1959     | Olav V., König von Norwegen                                | 1903    | 1991      | Stranger Knight Companion of the Garter                                                                        |
| 1960     | William Pleydell-Bouverie, 7. Earl of Radnor               | 1895    | 1968      | |
| 1960     | Edward Digby, 11. Baron Digby                              | 1894    | 1964      | |
| 1962     | John de Vere Loder, 2. Baron Wakehurst                     | 1895    | 1970      | |
| 1963     | Baudouin I., König der Belgier                             | 1930    | 1993      | Stranger Knight Companion of the Garter                                                                        |
| 1963     | Paul, König der Hellenen                                   | 1901    | 1964      | Stranger Knight Companion of the Garter                                                                        |
| 1963     | Gerald Templer                                             | 1898    | 1979      | |
| 1964     | Albert Victor Alexander, 1. Earl Alexander of Hillsborough | 1885    | 1965      | |
| 1964     | Charles Lyttelton, 10. Viscount Cobham                     | 1909    | 1977      | |
| 1965     | Basil Brooke, 1. Viscount Brookeborough                    | 1888    | 1973      | |
| 1965     | Edward Bridges, 1. Baron Bridges                           | 1892    | 1969      | |
| 1968     | Derick Heathcoat-Amory, 1. Viscount Amory                  | 1899    | 1981      | |
| 1968     | William Sidney, 1. Viscount De L’Isle                      | 1909    | 1991      | |
| 1969     | Richard Casey, Baron Casey                                 | 1890    | 1976      | |
| 1969     | Alexander Baring, 6. Baron Ashburton                       | 1898    | 1991      | [ 124 ] |
| 1970     | Oliver Lyttelton, 1. Viscount Chandos                      | 1893    | 1972      | |
| 1970     | Cameron Cobbold, 1. Baron Cobbold                          | 1904    | 1987      | |
| 1970     | Sir Edmund Bacon, 13. Baronet                              | 1903    | 1982      | |
| 1970     | Sir Cennydd George Traherne                                | 1910    | 1995      | |
| 1971     | Geoffrey Waldegrave, 12. Earl Waldegrave                   | 1905    | 1995      | |
| 1971     | Frank Pakenham, 7. Earl of Longford                        | 1905    | 2001      | |
| 1971     | Richard Austen Butler, Baron Butler of Saffron Walden      | 1902    | 1982      | |
| 1972     | Hervey Rhodes, Baron Rhodes                                | 1895    | 1987      | |
| 1972     | Evelyn Baring, 1. Baron Howick of Glendale                 | 1903    | 1973      | |
| 1972     | Charles Moore, 11. Earl of Drogheda                        | 1910    | 1989      | [ 125 ] |
| 1972     | Jean, Großherzog von Luxemburg                             | 1921    | 2019      | Stranger Knight Companion of the Garter                                                                        |
| 1974     | Edward Shackleton, Baron Shackleton                        | 1911    | 1994      | |
| 1974     | Humphrey Trevelyan, Baron Trevelyan                        | 1905    | 1985      | |
| 1974     | John Nevill, 5. Marquess of Abergavenny                    | 1914    | 2000      | |
| 1976     | Harold Wilson                                              | 1916    | 1995      | ehemaliger Premierminister des Vereinigten Königreichs, später Baron Wilson of Rievaulx                        |
| 1976     | Hugh FitzRoy, 11. Duke of Grafton                          | 1919    | 2011      | |
| 1977     | Rowland Baring, 3. Earl of Cromer                          | 1918    | 1991      | |
| 1977     | Charles Elworthy, Baron Elworthy                           | 1911    | 1993      | |
| 1979     | John Hunt, Baron Hunt                                      | 1910    | 1998      | |
| 1979     | Paul Hasluck                                               | 1905    | 1993      | |
| 1979     | Margrethe II., Königin von Dänemark                        | 1940    |           | Stranger Lady of the Garter                                                                                    |
| 1980     | Keith Holyoake                                             | 1904    | 1983      | |
| 1980     | Richard Amyatt Hull                                        | 1907    | 1989      | |
| 1983     | Miles Fitzalan-Howard, 17. Duke of Norfolk                 | 1915    | 2002      | |
| 1983     | Terence Lewin, Baron Lewin                                 | 1920    | 1999      | |
| 1983     | Gordon Richardson, Baron Richardson of Duntisbourne        | 1915    | 2010      | |
| 1983     | Carl XVI. Gustaf, König von Schweden                       | 1946    |           | Stranger Knight Companion of the Garter                                                                        |
| 1985     | Oswald Phipps, 4. Marquess of Normanby                     | 1912    | 1994      | |
| 1985     | Peter Carington, 6. Baron Carrington                       | 1919    | 2018      | |
| 1985     | Edward, 2. Duke of Kent                                    | 1935    |           | Royal Knight Companion of the Garter                                                                           |
| 1987     | James Callaghan, Baron Callaghan                           | 1912    | 2005      | ehemaliger Premierminister des Vereinigten Königreichs                                                         |
| 1988     | Philip Lever, 3. Viscount Leverhulme                       | 1915    | 2000      | |
| 1988     | Quintin Hogg, Baron Hailsham of St Marylebone              | 1907    | 2001      | |
| 1988     | Juan Carlos I., König von Spanien                          | 1938    |           | Stranger Knight Companion of the Garter                                                                        |
| 1989     | Beatrix, Königin der Niederlande                           | 1938    |           | Stranger Lady of the Garter                                                                                    |
| 1990     | Lavinia Fitzalan-Howard, Duchess of Norfolk                | 1916    | 1995      | Lady Companion of the Garter                                                                                   |
| 1990     | Arthur Wellesley, 8. Duke of Wellington                    | 1915    | 2014      | |
| 1990     | Edwin Bramall, Baron Bramall                               | 1923    | 2019      | |
| 1992     | Edward Heath                                               | 1916    | 2005      | ehemaliger Premierminister des Vereinigten Königreichs                                                         |
| 1992     | Matthew White Ridley, 4. Viscount Ridley                   | 1925    | 2012      | |
| 1992     | John Sainsbury, Baron Sainsbury of Preston Candover        | 1927    | 2022      | |
| 1994     | Anne, Princess Royal                                       | 1950    |           | Royal Knight Companion of the Garter                                                                           |
| 1994     | John Baring, 7. Baron Ashburton                            | 1928    | 2020      | |
| 1994     | Robert Leigh-Pemberton, Baron Kingsdown                    | 1927    | 2013      | |
| 1994     | Ninian Stephen                                             | 1923    | 2017      | |
| 1995     | Margaret Thatcher, Baroness Thatcher                       | 1925    | 2013      | Lady Companion of the Garter; ehemalige Premierministerin des Vereinigten Königreichs                          |
| 1995     | Edmund Hillary                                             | 1919    | 2008      | |
| 1996     | Andrew Cavendish, 11. Duke of Devonshire                   | 1920    | 2004      | |
| 1996     | Timothy Colman                                             | 1929    | 2021      | |
| 1997     | Richard, 2. Duke of Gloucester                             | 1944    |           | Royal Knight Companion of the Garter                                                                           |
| 1998     | Akihito, Kaiser von Japan                                  | 1933    |           | Stranger Knight Companion of the Garter                                                                        |
| 1999     | James Hamilton, 5. Duke of Abercorn                        | 1934    |           | |
| 1999     | Sir William Gladstone, 7. Baronet                          | 1925    | 2018      | |

## 21. Jahrhundert
| Aufnahme | Name                                                     | Geboren | Gestorben | Bemerkungen |
| -------- | -------------------------------------------------------- | ------- | --------- | --- |
| 2001     | Peter Anthony Inge, Baron Inge                           | 1935    | 2022      | |
| 2001     | Sir Antony Arthur Acland                                 | 1930    | 2021      | |
| 2001     | Harald V., König von Norwegen                            | 1937    |           | Stranger Knight Companion of the Garter                                                                        |
| 2003     | Princess Alexandra, Lady Ogilvy                          | 1936    |           | Royal Knight Companion of the Garter                                                                           |
| 2003     | Gerald Cavendish Grosvenor, 6. Duke of Westminster       | 1951    | 2016      | |
| 2003     | Frederick Edward Robin Butler, Baron Butler of Brockwell | 1938    |           | |
| 2003     | John Morris, Baron Morris of Aberavon                    | 1931    | 2023      | |
| 2005     | John Major                                               | 1943    |           | ehemaliger Premierminister des Vereinigten Königreichs                                                         |
| 2005     | Thomas Bingham, Baron Bingham of Cornhill                | 1933    | 2010      | |
| 2005     | Mary Soames                                              | 1922    | 2014      | Lady Companion of the Garter                                                                                   |
| 2006     | Andrew, Duke of York                                     | 1960    |           | Royal Knight Companion of the Garter                                                                           |
| 2006     | Edward, Earl of Wessex                                   | 1964    |           | Royal Knight Companion of the Garter – seit 2023 Duke of Edinburgh                                             |
| 2008     | William, Duke of Cambridge                               | 1982    |           | Royal Knight Companion of the Garter, 1000. registriertes Mitglied – seit 2022 Prince of Wales und Thronfolger |
| 2008     | Richard Luce, Baron Luce                                 | 1936    |           | |
| 2008     | Sir Thomas Raymond Dunne                                 | 1933    | 2025      | |
| 2011     | Nicholas Phillips, Baron Phillips of Worth Matravers     | 1938    |           | |
| 2011     | Michael Boyce, Baron Boyce                               | 1943    | 2022      | |
| 2013     | Jock Stirrup, Baron Stirrup                              | 1949    |           | |
| 2014     | Mervyn King, Baron King of Lothbury                      | 1948    |           | |
| 2014     | Eliza Manningham-Buller, Baroness Manningham-Buller      | 1948    |           | Lady Companion of the Garter                                                                                   |
| 2016     | Charles Kay-Shuttleworth, 5. Baron Shuttleworth          | 1948    |           | |
| 2016     | David Brewer                                             | 1940    | 2023      | |
| 2017     | Felipe VI., König von Spanien                            | 1968    |           | Stranger Knight Companion of the Garter                                                                        |
| 2018     | Mary Fagan                                               | 1939    |           | Lady Companion of the Garter                                                                                   |
| 2018     | Alan Brooke, 3. Viscount Brookeborough                   | 1952    |           | |
| 2018     | Willem-Alexander, König der Niederlande                  | 1967    |           | Stranger Knight Companion of the Garter                                                                        |
| 2019     | Mary Peters                                              | 1939    |           | Lady Companion of the Garter                                                                                   |
| 2019     | Robert Gascoyne-Cecil, 7. Marquess of Salisbury          | 1946    |           | [ 131 ] |
| 2022     | Camilla, Duchess of Cornwall                             | 1947    |           | Royal Lady of the Garter – seit 2022 Königin                                                                   |
| 2022     | Tony Blair                                               | 1953    |           | ehemaliger Premierminister des Vereinigten Königreichs                                                         |
| 2022     | Valerie Amos, Baroness Amos                              | 1954    |           | Lady Companion of the Garter                                                                                   |
| 2023     | Catherine Ashton, Baroness Ashton of Upholland           | 1956    |           | Lady Companion of the Garter                                                                                   |
| 2023     | Christopher Patten, Baron Patten of Barnes               | 1944    |           | |
| 2024     | Birgitte, Duchess of Gloucester                          | 1946    |           | Royal Lady Companion of the Garter                                                                             |
| 2024     | Stuart Peach, Baron Peach                                | 1956    |           | |
| 2024     | Ajay Kakkar, Baron Kakkar                                | 1964    |           | |
| 2024     | Andrew Lloyd Webber, Baron Lloyd-Webber                  | 1948    |           | |
| 2024     | Naruhito, Kaiser von Japan                               | 1960    |           | Stranger Knight Companion of the Garter                                                                        |

## Jakobitische Ritter des Hosenbandordens
Nach der Glorious Revolution 1688 nahmen der abgesetzte Stuart-König Jakob II. und Sohn und Nachfolger als jakobitischer Thronprätendent James Francis Edward Stuart im Exil Ernennungen von Knights Companion des Hosenbandordens vor. Diese Ernennungen blieben ebenso wie die Versuche der Wiedererlangung des Throns im Rahmen der Jakobitenaufstände von 1715 und 1745 in England wirkungslos und wurden auf den britischen Inseln nie anerkannt.
| Aufnahme | Name                                       | Geboren | Gestorben | Bemerkungen                                                                                                 |
| -------- | ------------------------------------------ | ------- | --------- | --- |
| 1689     | Antonin Nompar de Caumont, Comte de Lauzun | 1633    | 1723      | 1692 Duc de Lauzun                                                                                          |
| 1690     | Richard Talbot, 1. Earl of Tyrconnell      | 1630    | 1691      | jakobitischer „1. Duke of Tyrconnell“                                                                       |
| 1692     | James Francis Edward Stuart                | 1688    | 1766      | Royal Knight Companion of the Garter; jakobitischer „Prince of Wales“; ab 1701 jakobitischer Ordenssouverän |
| 1692     | William Herbert, 1. Marquess of Powis      | 1626    | 1696      | jakobitischer „1. Duke of Powis“                                                                            |
| 1692     | John Drummond, 1. Earl of Melfort          | 1650    | 1715      | jakobitischer „1. Duke of Melfort“                                                                          |
| 1696     | Henry Fitzjames                            | 1673    | 1702      | jakobitischer „1. Duke of Albemarle“                                                                        |
| 1706     | James Drummond, 4. Earl of Perth           | um 1649 | 1716      | jakobitischer „1. Duke of Perth“                                                                            |
| 1715     | Piers Butler, 3. Viscount of Galmoye       | 1652    | 1740      | jakobitischer „1. Earl of Newcastle“                                                                        |
| 1715     | John Erskine, 23. Earl of Mar              | 1675    | 1732      | jakobitischer „1. Duke of Mar“                                                                              |
| 1722     | Charles Edward Stuart                      | 1720    | 1788      | Royal Knight Companion of the Garter; jakobitischer „Prince of Wales“; ab 1766 jakobitischer Ordenssouverän |
| 1723     | James Hamilton, 5. Duke of Hamilton        | 1702    | 1742      | [ 134 ] |
| 1726     | Philip Wharton, 2. Marquess of Wharton     | 1698    | 1731      | jakobitischer „1. Duke of Northumberland“; 1718 Duke of Wharton                                             |
| 1727     | James Fitz-James Stuart                    | 1696    | 1738      | jakobitischer „2. Duke of Berwick“                                                                          |
| 1729     | Henry Benedict Stuart                      | 1725    | 1807      | jakobitischer „1. Duke of York“; ab 1788 jakobitischer Ordenssouverän                                       |
| 1747     | Daniel O’Brien                             | 1683    | 1759      | jakobitischer „1. Earl of Lismore“                                                                          |